# Aubergine
Solanum melongena
Cet article concerne la plante potagère. Pour la couleur à laquelle elle a donné son nom et pour le papillon tropical, voir Aubergine (couleur) et Aubergina.
Espèce
Statut de conservation UICN

LC : Préoccupation mineure
L’Aubergine (Solanum melongena L.) est une plante dicotylédone de la famille des Solanaceae, cultivée pour son légume-fruit. Le terme aubergine désigne la plante et le fruit.
Elle est originaire d'Asie, où elle fut cultivée à la Préhistoire, et constitue avec les aubergines africaines S. aethiopicum L. (aubergine amère, ou gilo) et S. macrocarpon L. (ou gboma) les trois espèces d'aubergines cultivées,. À la différence de la pomme de terre et de la tomate, ces solanacées de l'Ancien Monde suivent un parcours de mondialisation qui leur est propre.
L'aubergine est riche en composés phénoliques et alcaloïdes antioxydants aux effets favorables sur le syndrome métabolique, elle est l'objet de nombreuses publications scientifiques.

## Dénomination
Augustin Pyrame de Candolle donne pour origine du terme français moderne le sanskrit vaatingan, devenu baadangan en hindustani, بادنجان (bâdenǧân) en persan, patlıcan en turc, bedengiam, baadanjaan, al-bâdinjân en arabe (ال (al) est l'article défini), berenjena en espagnol, albergínia en catalan, aubergine en français. Le portugais beringela aurait été adopté en Inde sous la forme brinjal, hindi : बैंगन (baingan), bengali : বেগুন (bēguna), que l'on retrouve dans le français béringéde, bringelle (employés à La Réunion et à l'île Maurice), et brème en français cadien.

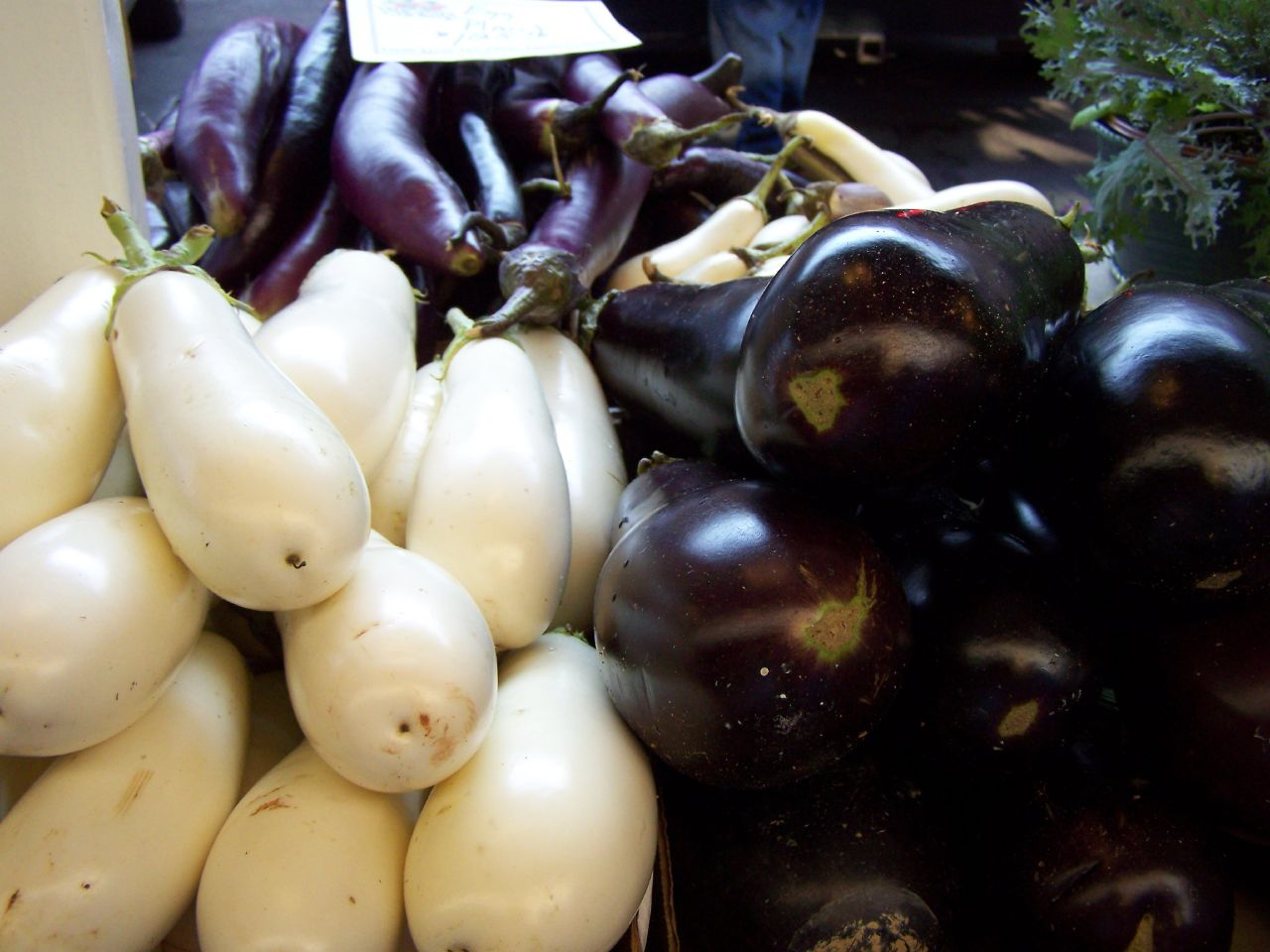
Aubergines longues, piriformes, blanches et noires.

L'aubergine s'est aussi nommée mélongène (ou mélongine). Avicenne est le premier à la nommer melongena, que retient Carl von Linné avec le nom binominal Solanum melongena. Le latin mala insana, fruit malsain, attribué au XVe siècle par Hermolao Barbaro, a été utilisé par les botanistes. Il a donné l'italien melanzana et le grec moderne μελιτζάνα (melitzána).
R. Arveiller a publié à ce sujet en 1969 une importante étude philologique intitulée Les noms français de l'aubergine. Vilmorin-Andrieux (1855) donne la liste de synonymes suivante : albergine, ambergine, béringène, bréhème, bringèle, marignan, mayenne, melanzane, mélongène, mérangène… œuf végétal, pondeuse, véringeane, viédase. Le nom de plante aux œufs, en usage en anglais : eggplant, se retrouve dans l'allemand Eierfrucht, date de l'époque de l'occupation de l'Inde par les Britanniques. C'est en sanskrit qu'on dénombre le plus grand nombre de noms pour l'aubergine : 41, suivi du tamoul : 17.
L'aubergine porte de nombreux noms également en chinois, par exemple : 茄 (jiā) dans le Fujian, 紅菜 (hóng cài) (chou rouge) dans le Guangdong, 矮瓜 (äi guā) (melon nain) au temps du Wuyue, 吊菜 (diào cài) (légume qui pend) chez les Hakkas. なすび (nasubi), à l'origine du japonais 茄子 ou ナス (nasu), signifierait fruit amer ou fruit d'été.
L'aubergine de Siam à fruits panachés désigne Solanum ferox et Solanum virginianum selon les auteurs,.

## Description

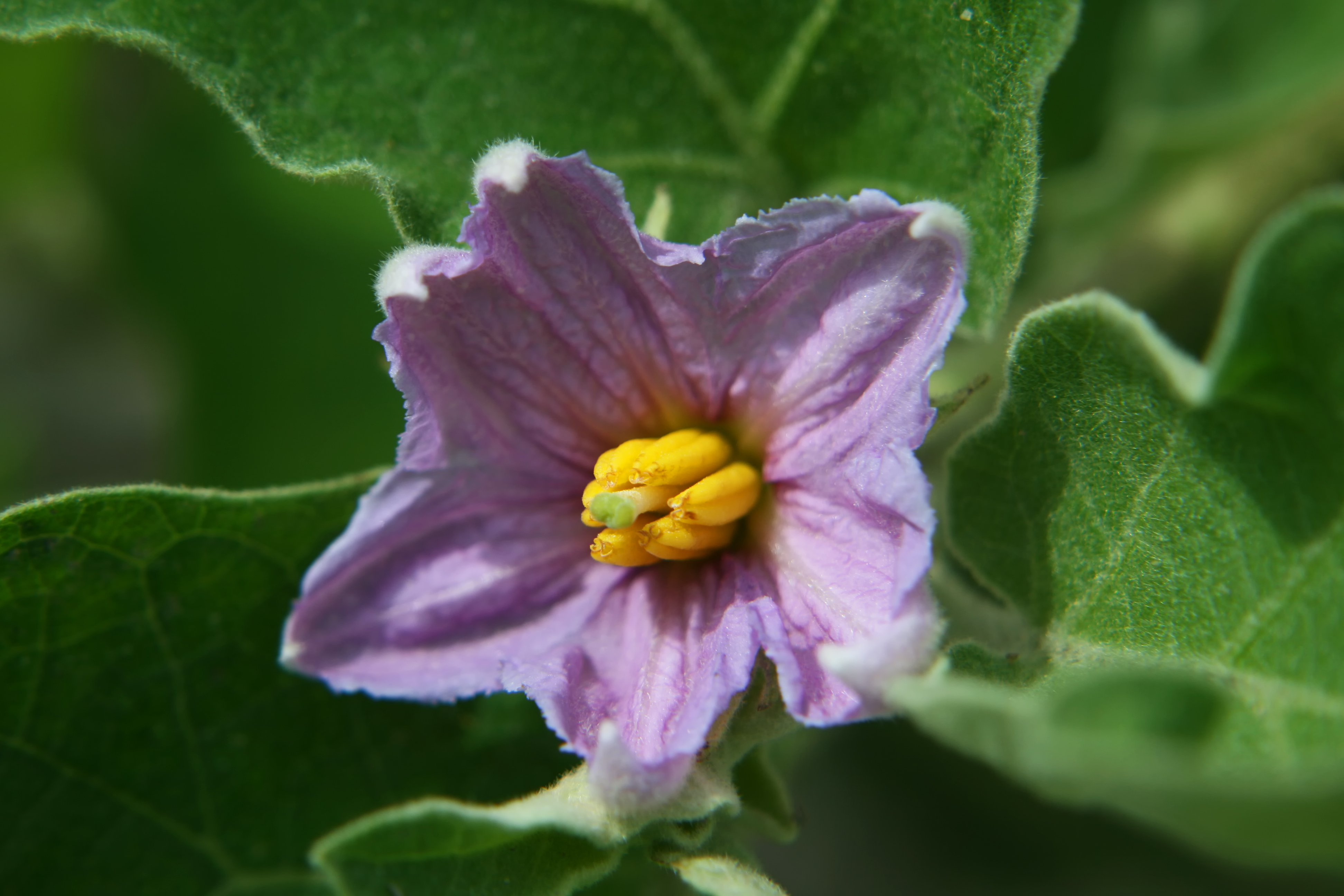
Fleur d'aubergine.

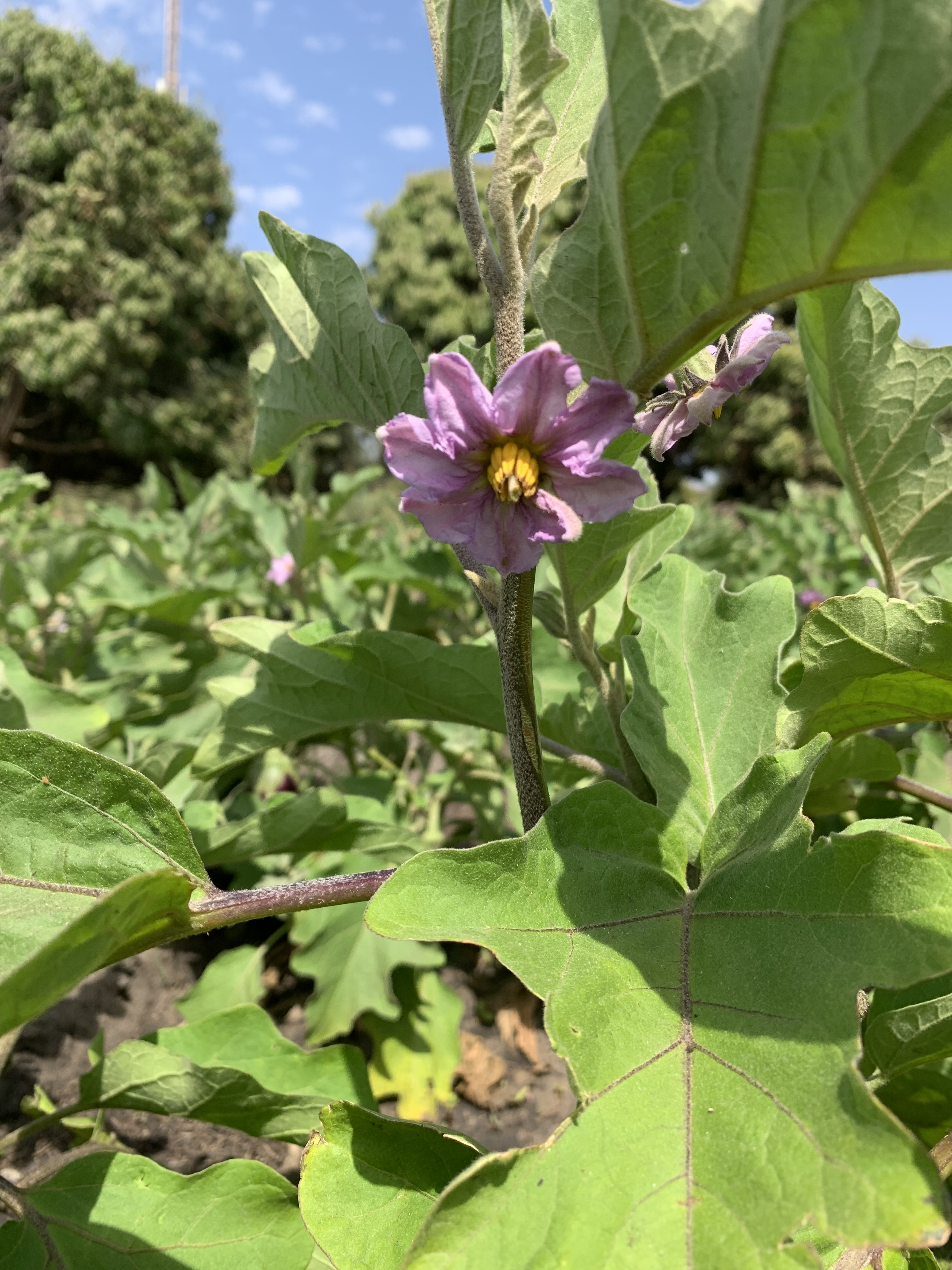
Fleur d'aubergine.

Le port de l'aubergine est dressé, buissonnant, et haut de 50 cm à 2 m selon le climat.
Les fleurs, de couleur blanche ou violette, solitaires, sont portées à l'aisselle des feuilles. Les fruits sont des baies d'une grande variété de forme (ovoïdes, piriformes, sphériques, cylindriques et très allongées) et de couleurs différentes (du blanc ivoire, jaune, vert, et plus communément violet jusqu'à presque noir) uniformes, dégradées ou striées, comme Listada de Gandia, violet sombre à raies et points crème.

## Taxinomie
L'espèce Solanum melongena a été décrite par Carl von Linné et publiée en 1753 dans son Species plantarum 1: 186.

### Synonymes
Selon Catalogue of Life (28 août 2018) :
- Melongena esculenta Grecescu
- Melongena incurva Mill.
- Melongena ovata Mill.
- Melongena spinosa Mill.
- Melongena teres Mill.
- Solanum album Noronha
- Solanum edule Schum. & Thonn.
- Solanum esculentum Dun.
- Solanum heteracanthum Dun.
- Solanum indicum Roxb.
- Solanum insanum L.
- Solanum longum Roxb.
- Solanum melanocarpum Dun.
- Solanum melongena subsp. agreste S.P. Dikii
- Solanum melongena var. angustum S.P. Dikii
- Solanum melongena var. cylindricum S.P. Dikii
- Solanum melongena var. depressum L.
- Solanum melongena var. esculentum (Dun.) Nees
- Solanum melongena var. gigantea Alef.
- Solanum melongena var. giganteum (Alef.) S.P. Dikii
- Solanum melongena var. globosi S.P. Dikii
- Solanum melongena subsp. insanum (L.) Banfi, Galasso & Bartolucci
- Solanum melongena var. leucoum (Alef.) S.P. Dikii (synonyme ambigu)
- Solanum melongena var. leucoum Alef. (synonyme ambigu)
- Solanum melongena var. racemiflorum S.P. Dikii
- Solanum melongena var. racemosum S.P. Dikii
- Solanum melongena var. serpentinum L.H.Bailey
- Solanum melongena var. stenoleuca Alef.
- Solanum melongena var. stenoleucum (Alef.) S.P. Dikii
- Solanum melongena var. variegata Alef.
- Solanum melongena var. variegatum (Alef.) S.P. Dikii
- Solanum melongena var. violacea Alef.
- Solanum melongena var. violaceum (Alef.) S.P. Dikii
- Solanum melongena var. viride S.P. Dikii
- Solanum melongenum St. Lag.
- Solanum oviferum Salisb.
- Solanum ovigerum Dun.
- Solanum plumieri Dun.
- Solanum pressum Dun.
- Solanum pseudoundatum Bl.
- Solanum sativum Dun.
- Solanum serpentinum Noronha
- Solanum tomentosum Hesb. Hasselt ex Miq.

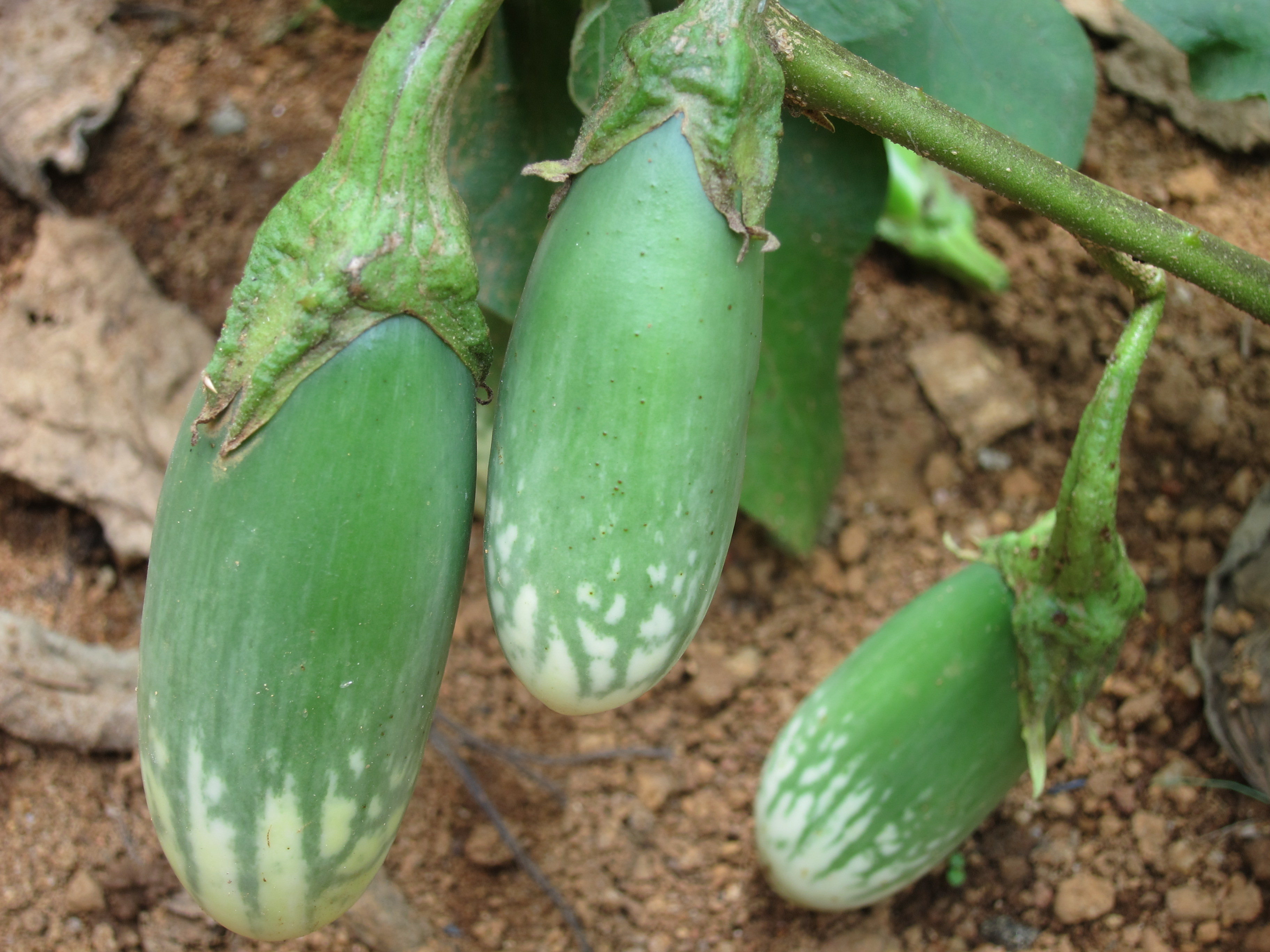
Aubergine malaise verte.

- Solanum trilobatum Noronha
- Solanum trongum Poir.
- Solanum undulatum Poir.
- Solanum violaceum DC. ex Dun.
- Solanum zeylanicum Scop.

### Liste des variétés

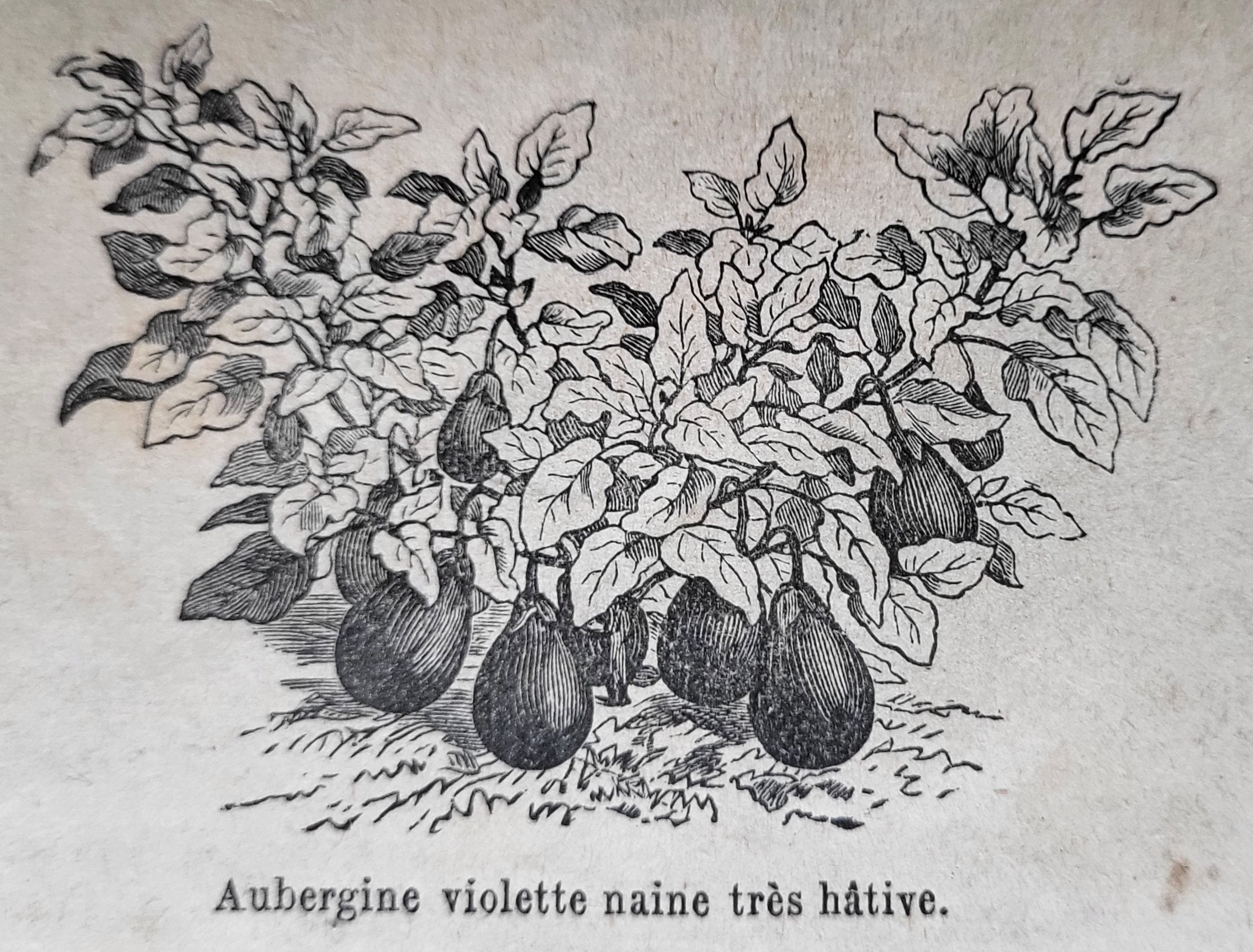
Illustration de l'aubergine naine violette (catalogue Vilmorin 1900).

Selon Tropicos (28 août 2018) (Attention liste brute contenant possiblement des synonymes) :
- Solanum melongena var. bomo
- Solanum melongena var. depressum L.
- Solanum melongena var. esculentum (Dunal) Nees
- Solanum melongena var. gawagwda
- Solanum melongena var. giganteum Dikii
- Solanum melongena var. globosi Dikii
- Solanum melongena var. inerme (Dunal) Hiern
- Solanum melongena var. insanum (L.) Prain
- Solanum melongena var. leucoum Dikii
- Solanum melongena var. melongena
- Solanum melongena var. nurki Baigan
- Solanum melongena var. racemiflorum Dikii
- Solanum melongena var. racemosum Dikii
- Solanum melongena var. serpentinum L.
- Solanum melongena var. stenoleucum Dikii
- Solanum melongena var. variegatum Dikii
- Solanum melongena var. violaceum Dikii

## Historique et domestication
À la différence de la tomate (Solanum lycopersicum), de la pomme de terre (Solanum tuberosum), ou des poivrons et piments (Capsicum) originaires du Nouveau Monde, et qui ont fait l'objet d'une domestication secondaire en Europe, l'aubergine est une solanacée de l'Ancien Monde. Sa diffusion spontanée dans le Moyen-Orient et l'Asie du Sud précède sa domestication.
L'aubergine est une plante domestiquée à plusieurs reprises à partir de populations sauvages de S. incanum L. et S. undatum Lam, plantes morphologiquement et génétiquement proches et spontanées en Afrique du Nord et Moyen-Orient, Quoi qu'il en soit S. melongena, l'aubergine cultivée, n'existe pas à l'état sauvage. En 2012, une équipe du New York Botanical Garden a reconstitué les routes de diffusion de l'aubergine cultivées depuis deux centres en Inde centrale et en Chine du Sud et d'un événement séparé de domestication en Indonésie du Nord-est.
Concernant le centre indien, les anciens dictionnaires sanscrits donnent de nombreux noms pour l'aubergine dès avant notre ère. Concernant le centre chinois, la première mention de la culture de la plante date de 59 av. J.-C.. Sa culture est attestée au Japon au VIIIe siècle. En Mésopotamie antique, le Livre de l'agriculture nabatéenne recense six variétés alors qu'elle est inconnue des Grecs et des Romains. Sa présence en Iran semble ancienne, c'est là que les Arabes la rencontrent et l'adoptent. Le prophète Mahomet la recommande.
Ce sont les Arabes qui l'introduisent en Méditerranée au IXe siècle, on trouve des restes d'aubergine longue en provenance d'Inde dans le port égyptien de Kusayr, ex-Myos Hormos (XIe – XIIIe siècle), sa présence est établie au Xe siècle en Ibérie arabe. Au XIe siècle, l'agronome Abû I-Khayr mentionne quatre cultivars : égyptiennes à fruit blanc et à fruit pourpre, syrienne à fruit rouge violet, locale à fruit noir, cordouanne à fruits brun. Analysant 120 recettes de légumes des deux livres de cuisine du Moyen Âge andalou (L'art culinaire d'Ibn Râzin al-Tujîbî et l'Anonyme andalou), Louis Albertini écrit : « L'aubergine est sans conteste le légume le plus apprécié des deux cuisiniers » (48 recettes). C'est un plat populaire, les bergers font le mu'allak, en la mijotant avec de l'agneau et du fromage de brebis. Les premières recettes en dehors de la zone culturelle arabe sont attestées au XIVe siècle en Italie. Dans le Sud de l'Europe elle devient de consommation courante à la Renaissance.
Au nord de l'Europe, elle attire la défiance depuis sa première mention vers 1280 par Albert le Grand dans son traité De vegetabilibus (melongiane signifie mala insana, fruit malsain). En français, la mélongène est également nommée pomme des fous. Hildegarde de Bingen (XIIIe siècle) la considère comme un médicament contre l'épilepsie. Il faut attendre le XIXe siècle pour qu'elle devienne un légume, alors qu'elle est déjà cultivée en Amérique, où les Portugais l'ont diffusée depuis le XVIIe siècle (Pison la rencontra au Brésil en 1658). En 1808, Jaume Saint-Hilaire écrit encore à son propos « dans nos climats on ne la cultive que par curiosité et pour la singularité de ses fruits... Quelques médecins conseillent néanmoins d'en faire peu d'usage, parce qu'ils donnent des vents, des indigestions et des fièvres ».
C'est en 1825 que le marchand de primeur Decouflé la fait venir de Provence sur les marchés parisiens. Elle reste cependant absente des livres de recettes français pendant encore un demi-siècle. De cette lente arrivée dans le Nord de la France il reste une méfiance envers l'aubergine qui n'a jamais totalement disparue. Sa consommation annuelle reste inférieure à 1 kg par habitant en 2013, à comparer aux 10 kg par habitant au Moyen-Orient. Michel Pitrat écrit : « Encore récemment un procès de l'aubergine fut fait dans la presse, pour les infimes traces de nicotine que ces fruits contiennent ». Darra Goldstein, Kathrin Merkle rappellent qu'en Europe du Nord « la plupart des gens n'avaient encore jamais vu d'aubergines dans les années 1960 »
Une dizaine d'espèces voisines existent en Afrique. Parmi elles, solanum aethiopicum est celle dont l'usage culinaire est le plus développé.

## Variétés, sélection et amélioration
L'aubergine appartient au clade Leptostemonum (subgénero Leptostemonum Bitter) dont la taxinomie a été synthétisée en 2013. Une équipe de généticiens chinois (2018) a séquencé 45 séquences microsatellites (marqueurs SSR) de 287 cultivars d'aubergines du monde entier, puis les ont classés en 4 groupes phylogénétiques : hormis 2 groupes marginaux (Afrique et Brésil, et le petit groupe d'aubergine thaï à petits fruits ovoïdes de diverses couleurs) les deux groupes ultra majoritaires ont des centres de gravité chinois pour le groupe III et diversifié de l'ancien monde pour le groupe IV.
La domestication est vraisemblablement ancienne (Ier millénaire avant notre ère ?) primitivement en Inde et en Chine, puis sur une vaste zone du Sud-Est asiatique, toujours en climat chaud. Il en résulte une très grande diversité des variétés et cultivars. Une étude (2019) des effets de la sélection humaine et sauvage sur les transcriptomes de l'aubergine montre que la pression sélective porte sur le fruit (gène OG12205) mais aussi sur la tolérance au stress et la résistance aux maladies (8 gènes concernés).

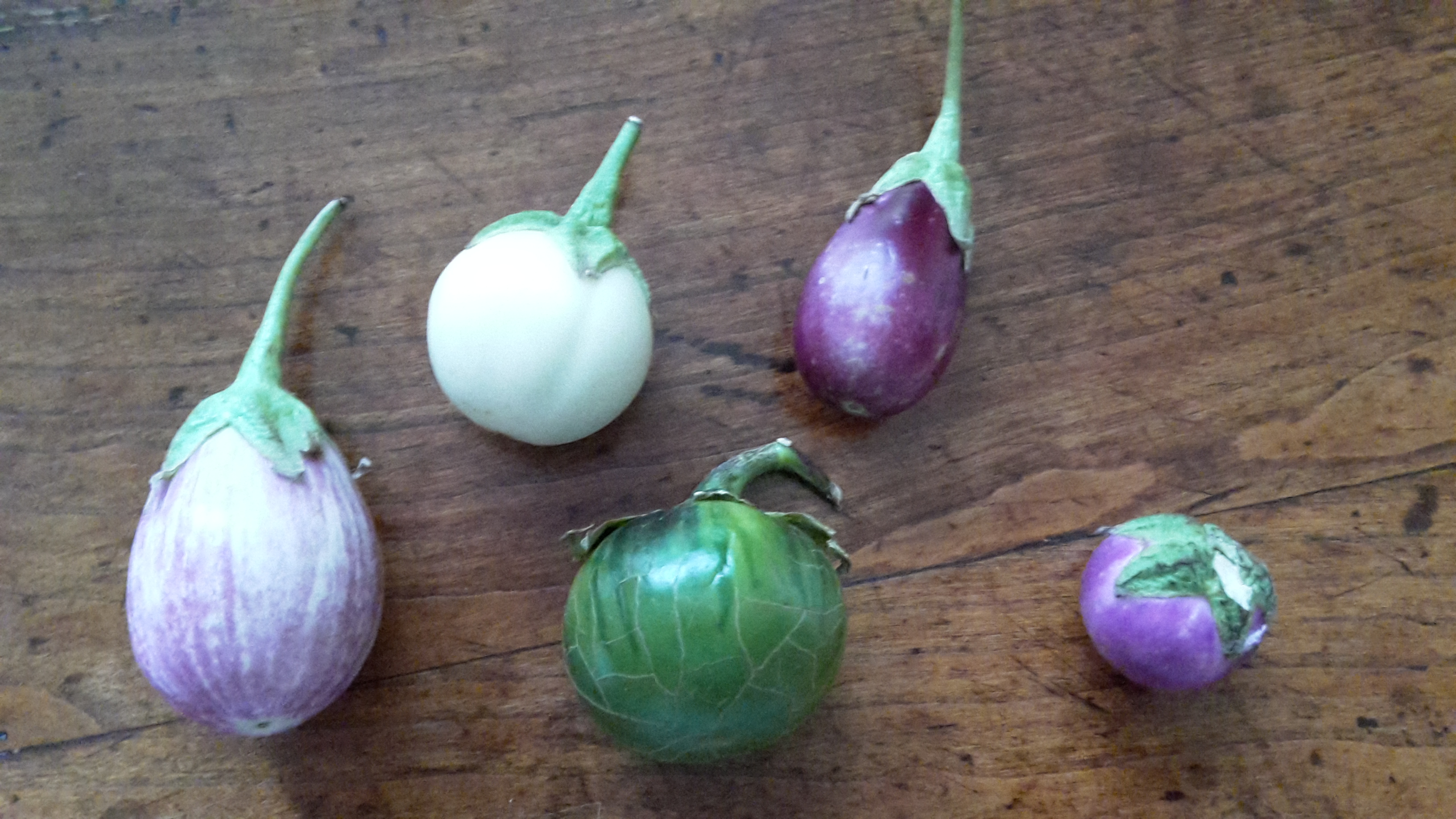
Différentes variétés d'aubergines.

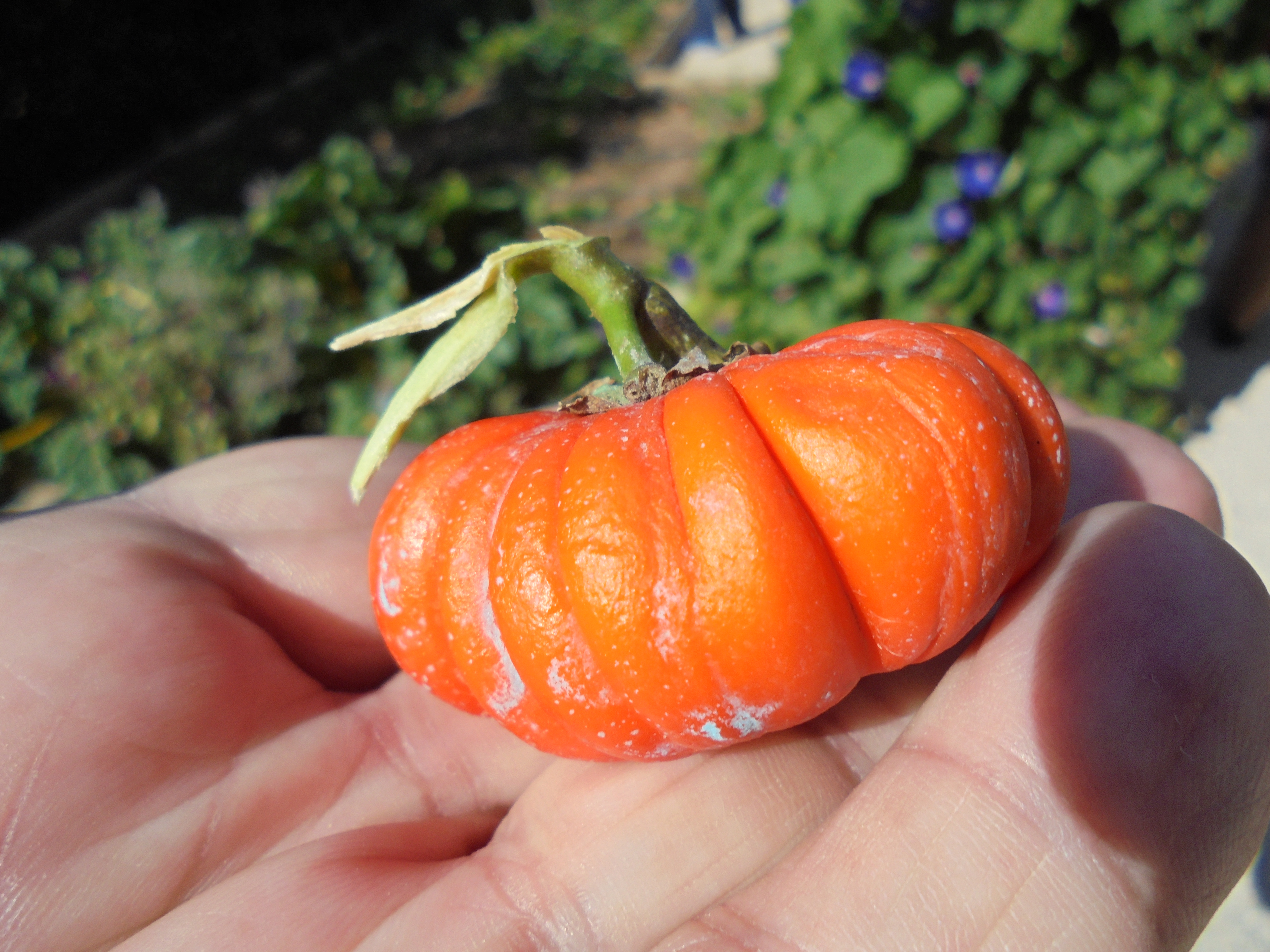
Solanum aethiopicum : aubergine africaine.

En culture potagère on cultive toujours des cultivars locaux ou fixés traditionnels. En culture intensive les hybrides F1 sont généralisés, les premiers hybrides F1 ont été mis au point au Japon dans les années 1930.
341 variétés sont inscrites au Catalogue officiel des espèces et variétés végétales(2018) dont 108 aux Pays-Bas, 71 en Italie, 45 en Espagne, 50 au Catalogue français, dont 2 sur la liste Sans Valeur Intrinsèque (SVI : qui correspond à la liste des anciennes variétés pour amateurs) et 3 en Belgique. La plupart des cultivars actuels sont des hybrides F1, sans pour autant que l'érosion génétique ne soit importante au niveau mondial. Bien au contraire, l'hybridation avec des espèces sauvages proches (S. torvum, S. anguivi, S. aethopicum) ouvre des possibilités nouvelles aux obtenteurs.

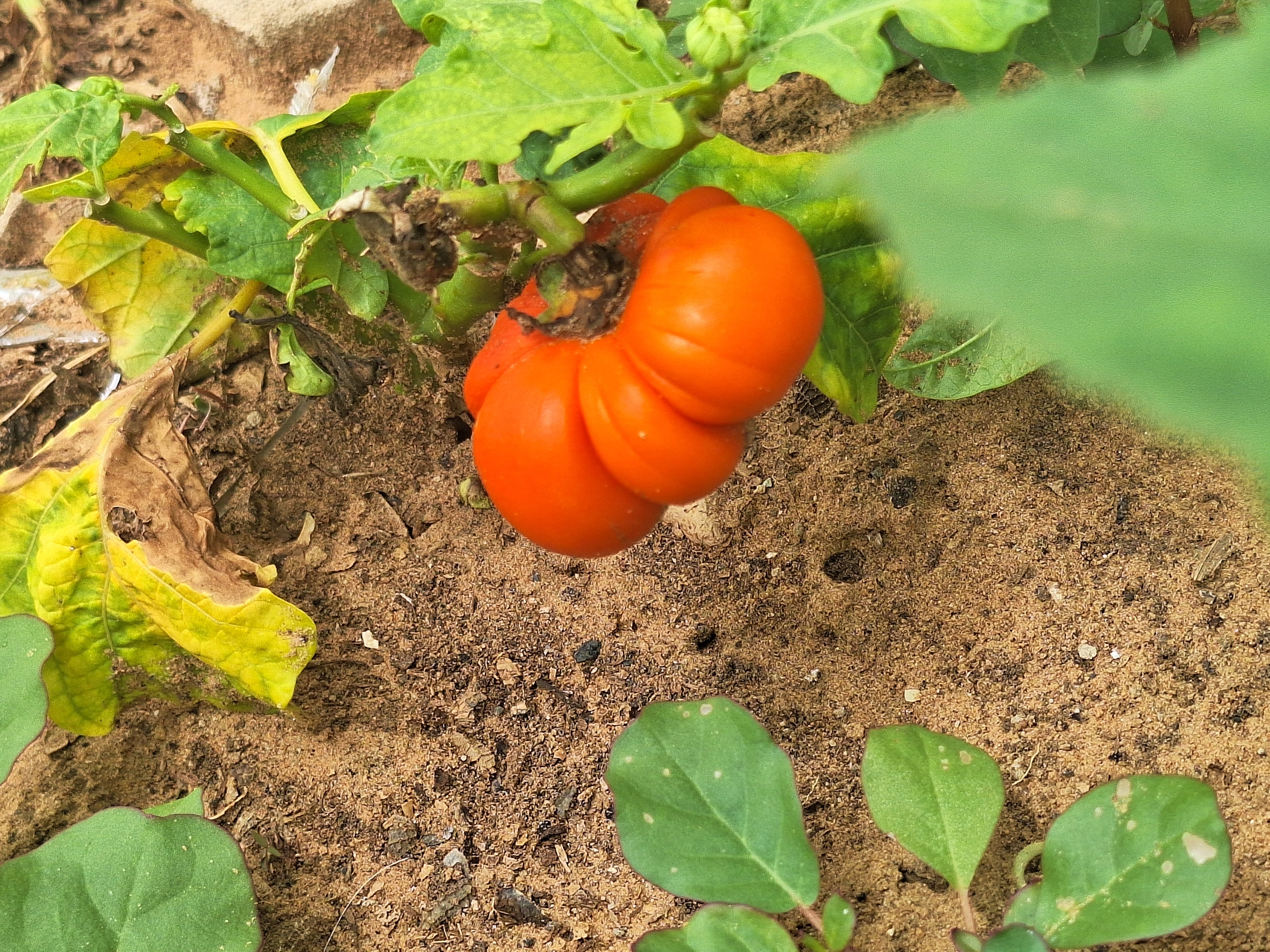
Aubergine à la Réserve naturelle urbaine de la grande Niaye de Pikine et dépendance.

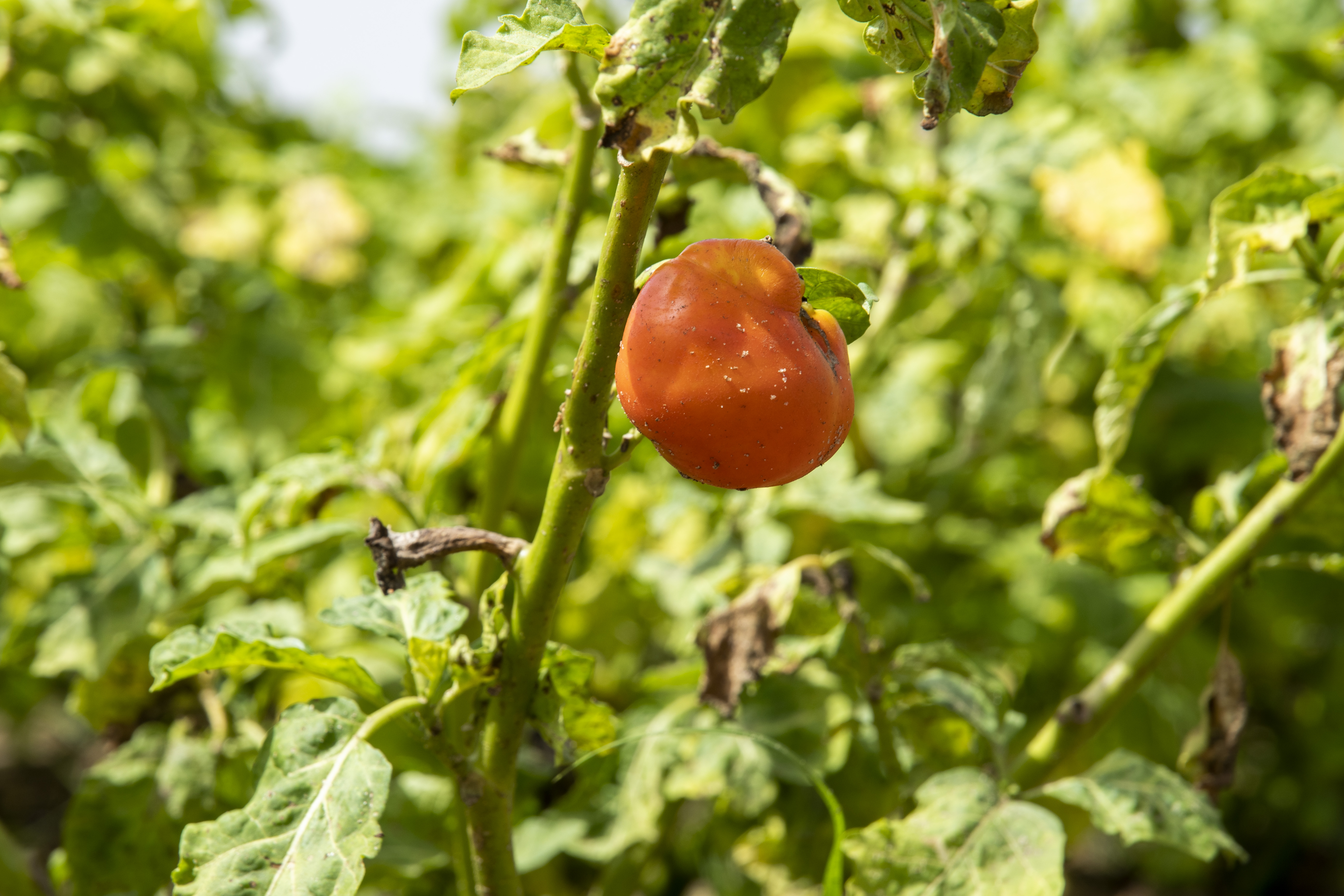
Aubergine de l'aire marine protégée de Cayar.

Depuis 50 ans d'énormes ressources génétiques ont été rassemblées en Chine (3 000 accessions), en Inde (1 000 accessions) en Russie et en Europe dans le cadre du réseau EGGplant genetic resources NETwork l'INRA indique 1122 accessions en collection. Les séquences SSR et les microsatellites sont rassemblés (2018) par une équipe italienne dans une banque de donnée accessible sur le site Eggplant Microsatellite Database.

### Améliorations variétales

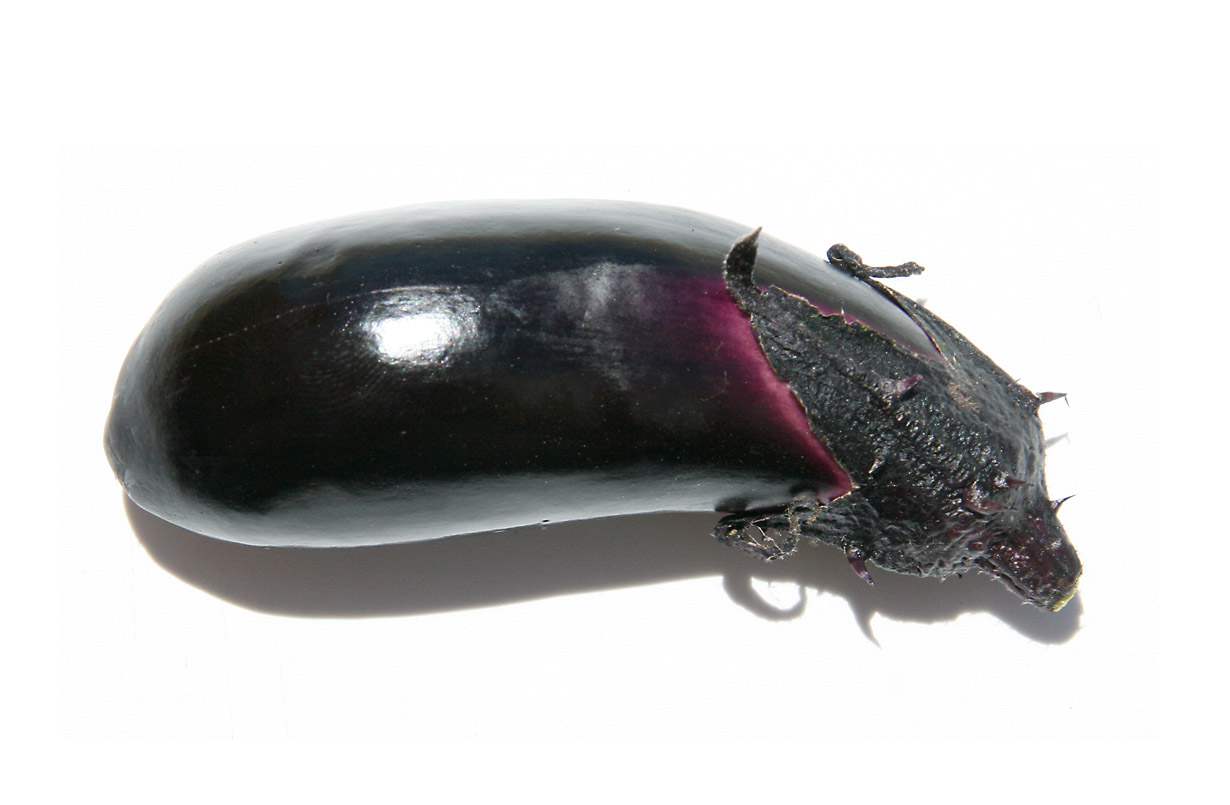
Aubergine japonaise Ryoma.

L’amélioration des caractéristiques agronomiques répond dans un premier temps à la demande de la production intensive : taille, forme, poids, couleur, homogénéité des fruits, rendement et rapidité de la mise à fruit, adaptation aux conditions climatiques (lumière, chaleur) adaptation à la culture sous serre : réduction de la masse foliaire. Le cultivar japonais Ryoma est destiné à la culture en pot en appartement et en hiver.
Plus récemment, résistance aux maladies et propriétés organoleptiques et nutritionnelles sont devenus des axes de sélection. La cartographie génétique a été réalisée en 2015, elle est centralisée sur Eggplant Genome Project en Italie et Eggplant Genome DataBase au Japon. Eggplant Microsatellite Database qui donne une bonne information au sujet de la recherche génétique a annoncé avoir inventorié les séquences microsatellites (SSR) en 2018. Les gènes impliqués dans la synthèse des anthocyanes qui colorent la peau sous l'effet de la lumière sont décrits en 2018 (sans qu'une démonstration expérimentale ne confirme les résultats du séquençage).
À partir d'une variété traditionnelle locale, Mahyco, filiale indienne de Monsanto, a développé une aubergine OGM (aubergine Bt) qui possède un gène de Bacillus thuringiensis (abrégé Bt), bactérie qui secrète une toxine insecticide, en vue de supprimer les dégâts causés par un lépidoptère (Leucinodes orbonalis). En effet, de nombreux insectes attaquent les cultures potagères d'aubergine sous les tropiques. La diffusion de cette variété OGM est sous moratoire en Inde depuis 2010 et formellement interdite depuis décembre 2016 dans l'état d'Uttarakhand. Au Bangladesh, en revanche, après deux années de tests (sur 12 ha en 2014 puis sur 25 ha en 2015), en 2019 elle est cultivée avec succès par 91 270 agriculteurs, le gouvernement bangladais déclare en janvier 2017 « développer une gamme d'aubergines locales OGM résistantes aux ravageurs », en 2018 27 000 agriculteurs l'adoptent.
Une étude réalisée en hiver 2016-17, publiée en 2018, sur 851 agriculteurs donne un rendement 6,7 fois supérieur chez les agriculteurs Bt, le nombre d'applications de pesticides est divisé par quatre avec une baisse de 61% du coût des traitements, l'intention d'utiliser des aubergines Bt lors de la prochaine campagne est 100 % chez les Bt, et 86 % chez les non Bt. En Inde l'aubergine est le deuxième légume le plus consommé après les pommes de terre. À diverses reprises l'existence d'un marché noir des graines d'aubergine Bt - dont de fausse semence Bt - y a été signalée. En mai 2019, dans l'état de Maharashtra, le parti Shetkari Sangathan aide 1500 fermiers à planter ces OGM et prône la désobéissance civile à la suite de la destruction par la force publique de 2 ha de culture interdite appelant un nouveau satyagraha, héros de l'indépendance invoqué par Mahatma Gandhi dans cette même région pour les campagnes de désobéissance civile non-violente contre les colons britanniques. Un avis juridique recommande au ministre de l'agriculture de détruire les plantations d'aubergine Bt et de poursuivre au pénal les agriculteurs contrevenant au moratoire. Le motif est désormais le risque de pollution génétique des 2500 variétés (d'après la presse) traditionnelles locales, l'action répressive est conduite par le Ministère de l'environnement. Le 23 juillet 2021, le Bureau de la Grande Culture Végétale des Philippines a homologué la mise en culture de l'aubergine Bt qualifiée de «sans danger pour les humains, les animaux et les insectes non ciblés» par l'Université des Philippines à Los Baños.

### Variété décorative
L'aubergine nommée Plante à œufs, Œuf Végétal, qui ressemble de près à l'œuf de poule aussi bien en forme qu'en dimensions est classée actuellement comme une sous espèce : S. melongena subsp. ovigerum (ex S. ovigerum Dunal). Elle aurait été domestiquée séparément aux Philippines en tant que plante décorative.
Le peu de chair disponible, une fois la peau épluchée et les graines retirées, en fait un légume plus décoratif qu'intéressant à consommer.

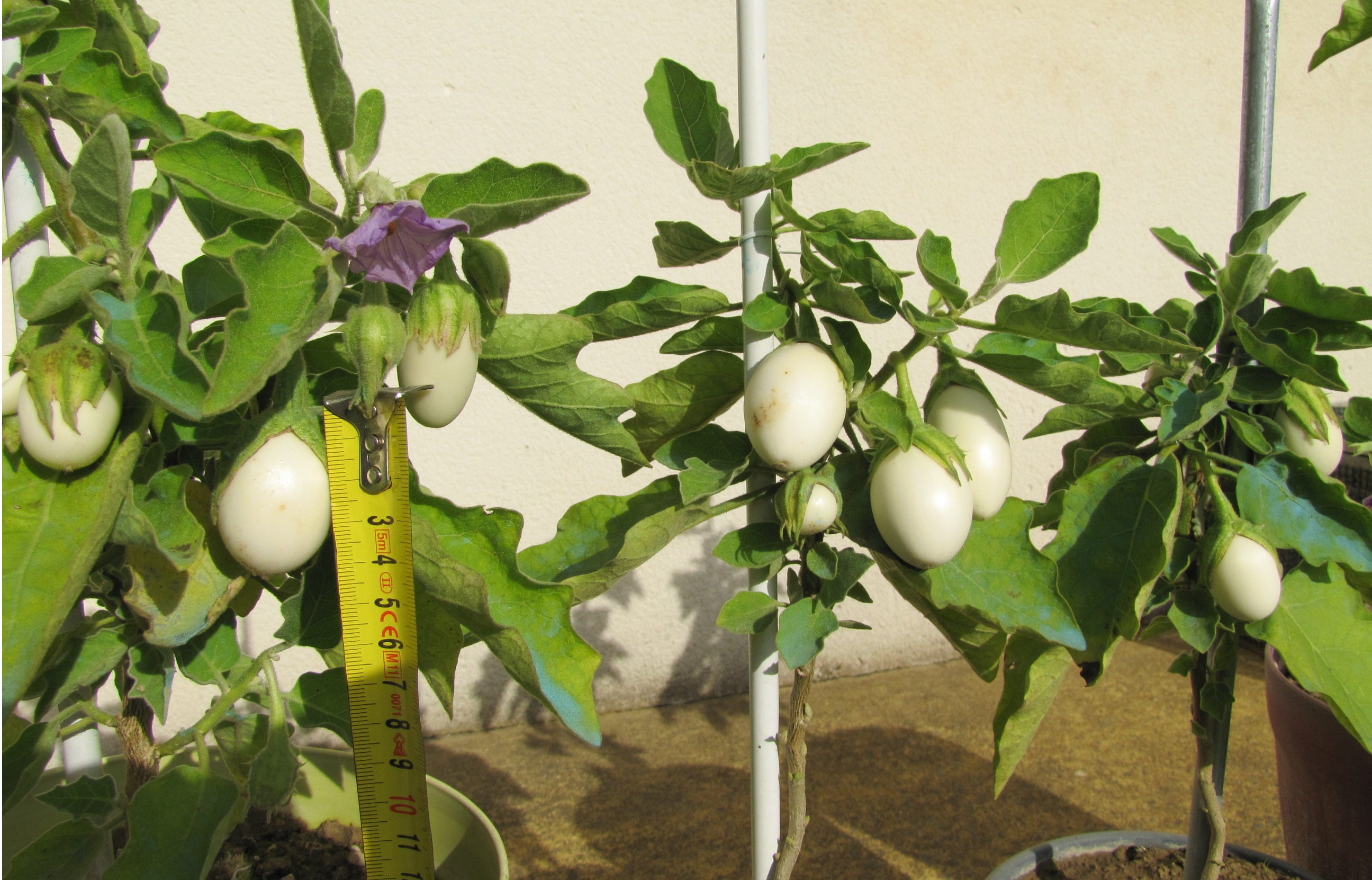
Plantes à œufs.
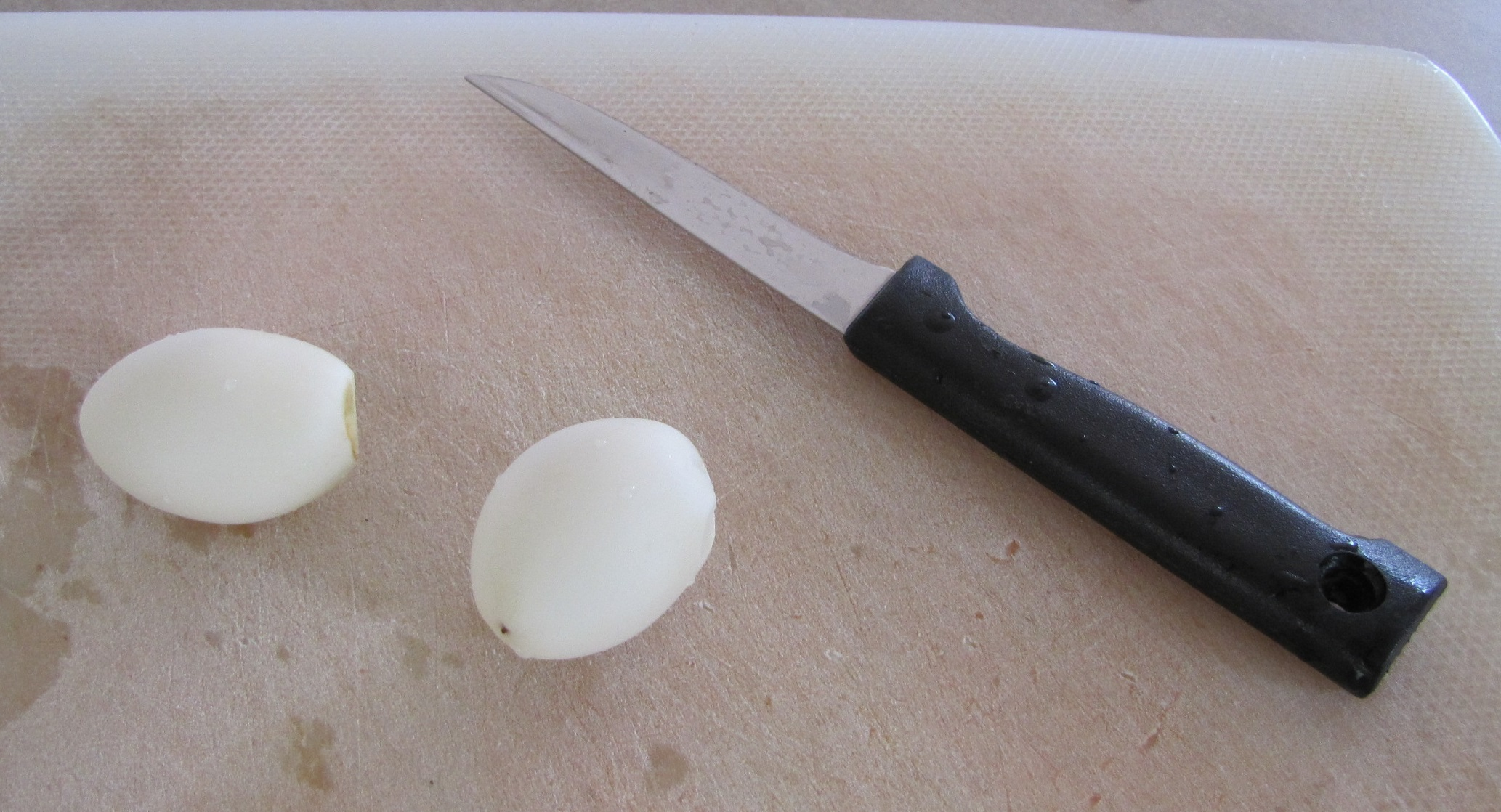
Deux aubergines plante à œufs.
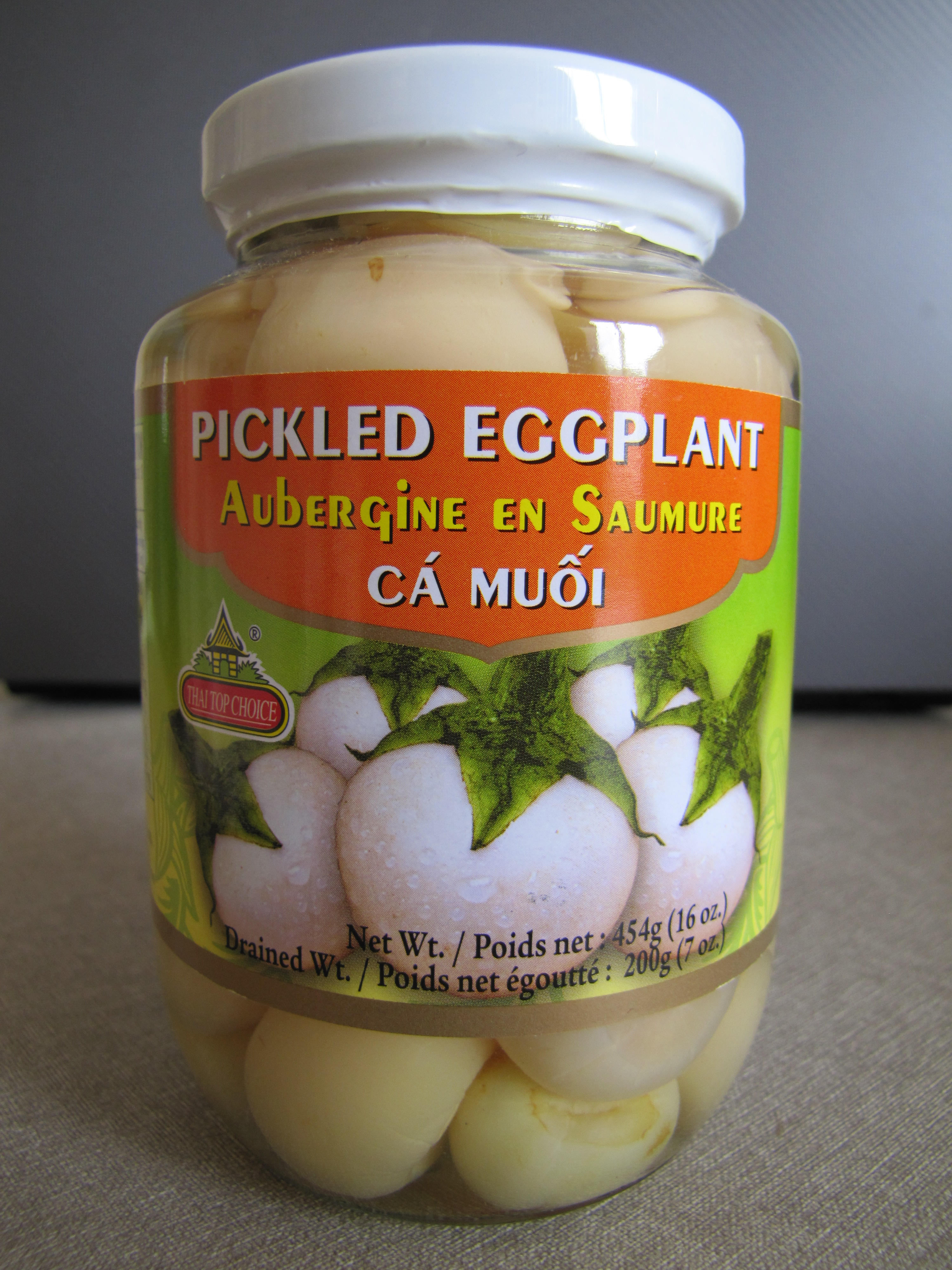
Aubergines œufs en saumure.
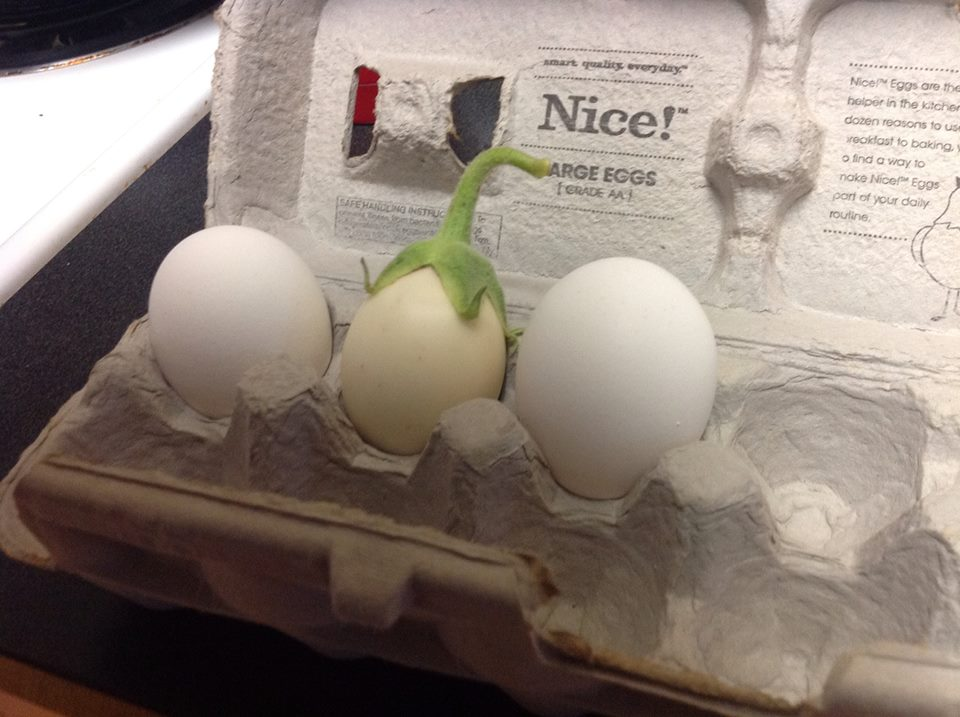
Aubergine œuf entre deux œufs de poule.

## Ordonnancement, nomenclature, diversité.
Une domestication ancienne, vraisemblablement Ier millénaire avant notre ère en Inde et en Chine, puis gagnant une vaste zone peuplée du Sud-Est asiatique, la culture d’aubergines sauvages ou demi domestiquées (moyennement épineuses) en Afrique, de nombreuses zones de culture au gré des migrations humaines amènent une forte diversité des variétés et cultivars.
Michel H. Porcher (Université de Melbourne – 2009) a tenté un inventaire des cultivars disponibles au début du XXIe siècle et souligné la difficulté des classements. Il distingue :
- L’aubergine africaine avec 3 espèces (40 cultivars décrits)[63] :

1. Solanum aethiopicum L. avec 4 groupes : Gilo (3 sous groupes identifiés en 2014[64]), Kumba, Shum, Aculeatum
2. Solanum anguivi Lam. équivalent de l’asiatique Solanum torvum Sw. (aubergine pois)
3. Solanum macrocarpon avec 4 groupes : Mukono, Nabingo, Demi-sauvage, Ouganda

- L’aubergine asiatique avec 3 espèces (70 cultivars décrits)[65]

1. Solanum melongena L. avec 3 types longues, ovoïdes, petites sphériques. Il conviendrait d’ajouter les nombreux cultivars japonais, de toutes formes, caractérisés par la douceur de leur pulpe et leur couleur très foncée.
2. Solanum torvum Sw.
3. Solanum ferox L. (poilue, consommée verte en Thaïlande et Malaisie) avec 4 groupes : Domesticum, Sinkade, Terong, Asam.

- L’aubergine européenne (69 cultivars décrits)[66]

1. Solanum melongena L. avec 5 groupes : Rotondatum (sphérique), Ovigerum (ovoïde), Giganteum (tronconique ou turbinée), Oblongatum (longues ovales ou fusiforme), Cylindricum (longues).

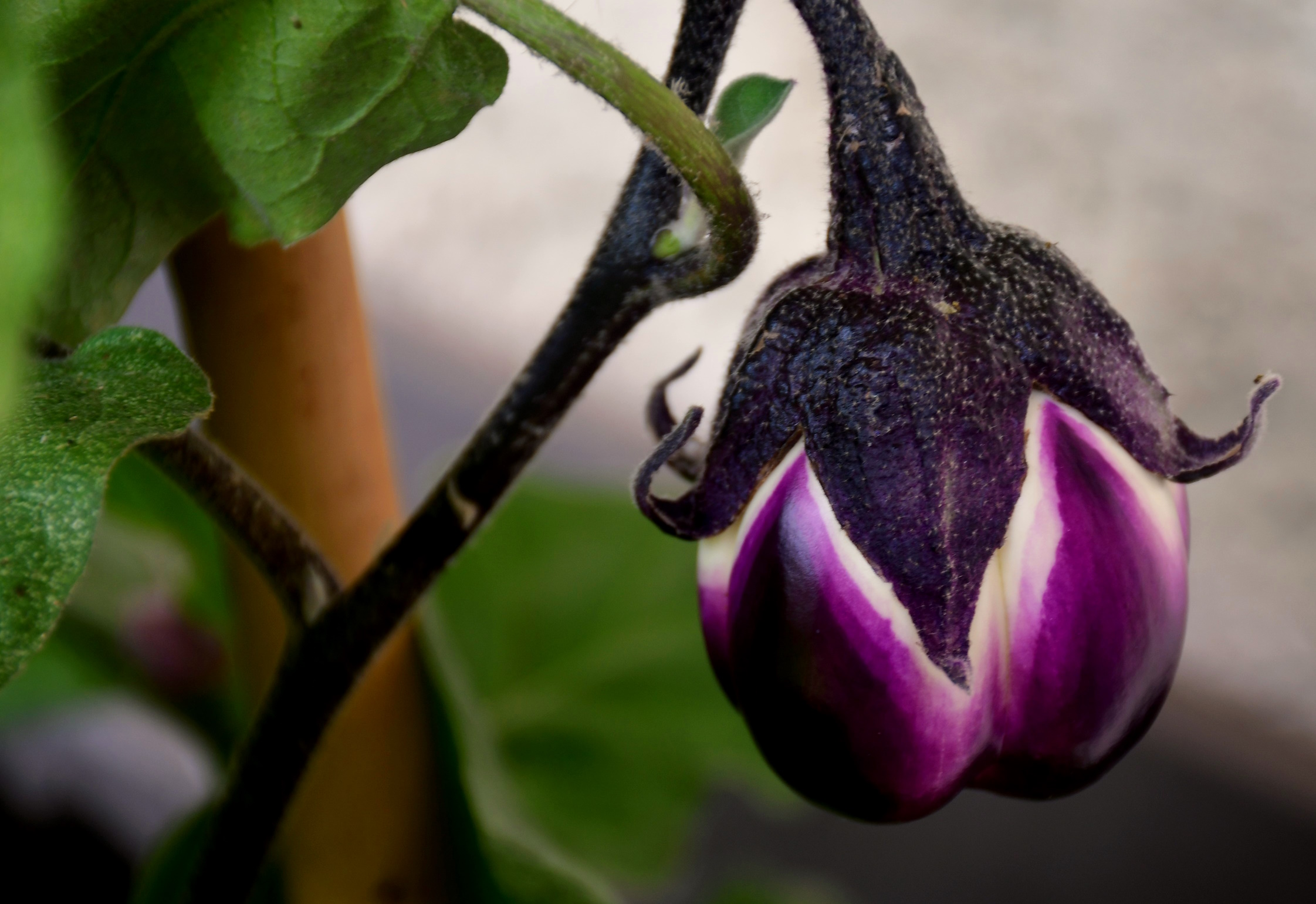
Une aubergine sphérique en développement.

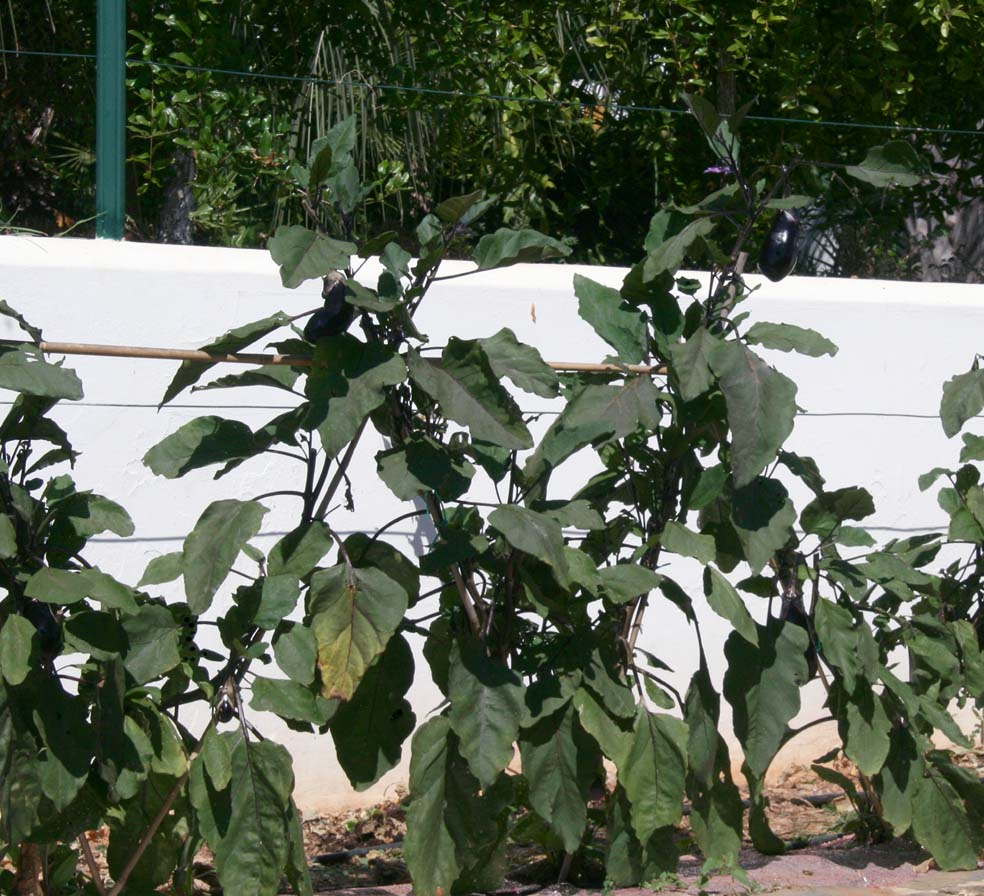
Aubergine conduite à 2 branches et 5 étages de fructification.

## Culture
Solanum melongena est thermophile, sa plage de température est 10-12 °C (11,1 °C) à 32-35 °C (33,9 °C), optimal nocturne 17-22 °C (20 °C), optimal diurne 22 °C-27 °C (25 °C) la croissance s'arrête en dessous de 12 °C (11,6 °C). Les cultivars thaï (petits fruits ovoïdes) demandent des températures environ 25 % plus élevées. Elle redoute l'humidité excessive (optimal 50-60 %), exige une bonne luminosité y compris en climat subtropical: pour la culture hivernale en serre ou en plein champs le climat sud méditerranéen est adapté. La température optimale de germination est 20-30 °C (70-26,6 °C). Dans des climats tempérés chauds le semis en godets se fait durant les jours courts, le repiquage des jeunes plants de 6 à 7 semaines se fait quand la température minimale est de 10 °C (10 °C).
La distance de plantation usuelle de 0,6 m. est confirmée dans une étude malaise (2018). Une étude Equatorienne (2020) montre que la distance de 0,8 m et 1,3 m entre rangs avec un taille à 60 jours donne le meilleur rendement.

Elle préfère un sol légèrement acide (pH 5.5 à 6) et drainant, bien fumé (8 kg de fumier par mètre carré).

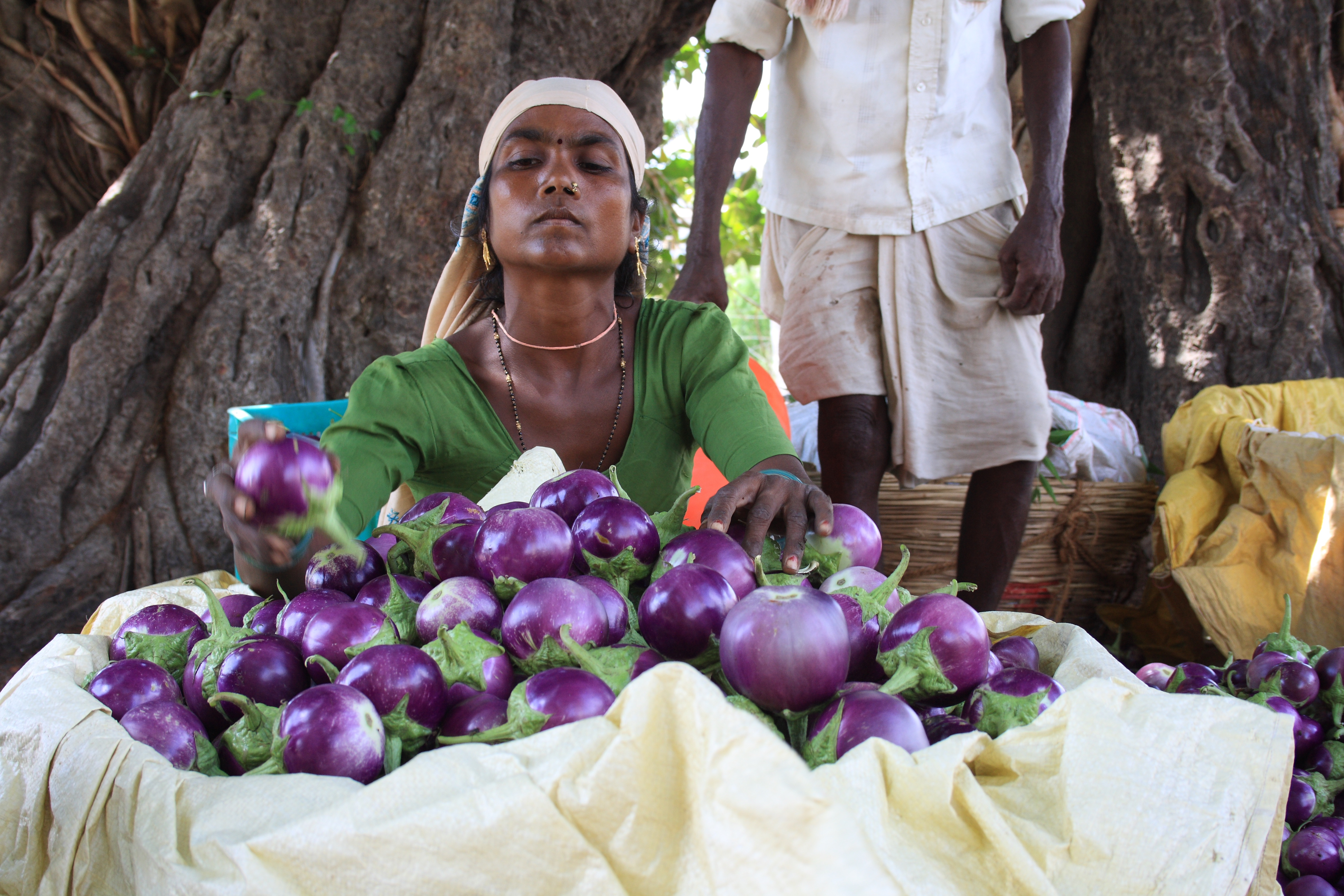
Une travailleuse agricole contrôlant la qualité des aubergines en Inde.

Au potager l'aubergine se taille en dégageant toute végétation des 10 premiers centimètres au-dessus du sol, dans les climats tempérés on laisse deux ou trois charpentières (conduite à deux branches) et pince au-dessus du 2e étage de fleurs (6e étage au sud de la Méditerranée) de façon que les fruits mûrissent. En climat chaud le tuteurage est de rigueur. Il convient d'assurer une bonne aération de la plante afin d'améliorer la pollinisation et de prévenir de Botrytis et de Sclerotinia. Le froid et l'humidité sont préjudiciables à une bonne fructification, y compris en climat subtropical.
Le fruit est consommé immature quand il se colore en violet, vert ou blanc selon les cultivars, avant que les graines ne durcissent et quand il est brillant.
Selon Karagiannidis & al (2002), parmi les oligoéléments qu'elle trouve normalement dans le sol et/ou dans l'eau, elle a notamment besoin de manganèse. Les recherches sur les bio-stimulants de l'aubergine ont montré (2018) que l'application foliaire d'une solution à 3 % de poudre de curcuma (Curcuma longa) a un effet favorable sur la croissance de la plante et sur le contenu nutritionnel du fruit.

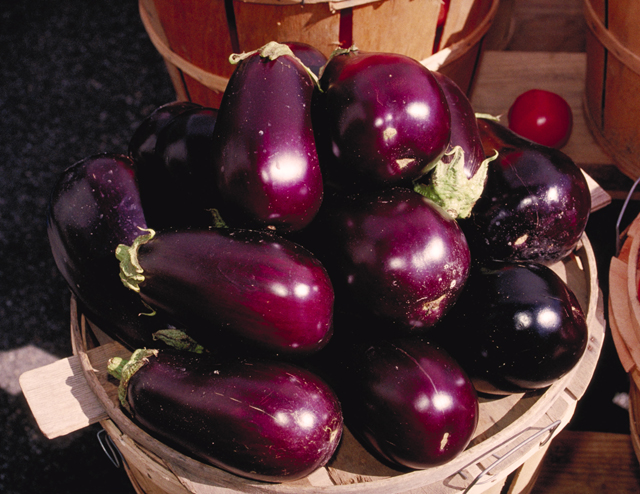
Aubergines.

Le greffage de l'aubergine est devenu une pratique courante en Chine et chez les professionnels, dans une moindre mesure chez les jardiniers amateurs. Il permet d'obtenir des plantes plus vigoureuses et de s'affranchir de maladies du sol. Certaines variétés d'aubergines sont utilisées comme porte-greffe, notamment pour les tomates et réciproquement : l'aubergine greffée sur tomate gagne en précocité,.

### Maladies et ravageurs
Les maladies et ravageurs de l’aubergine sont proches de ceux de la tomate, sachant que l'aubergine est plus rustique, notamment les cultivars locaux.
Selon les climats et conditions de culture, les principaux ravageurs et maladies sont les maladies cryptogamiques : flétrissement verticillien, anthracnose, mildiou, divers phytophora, pourriture du collet, rouille de l’aubergine (aecidium habunguense), etc; les parasites : acariens, pucerons, mineuses dont tuta absoluta, nématodes à galles, le doryphore dans les climats tempérés, les punaises et les noctuelles…
Moins fréquentes sont les maladies bactériennes (maladie du flétrissement) mais non moins graves, tels les phytoplasmes provoquant le jaunissement de la feuille puis la mort, et les maladies virales : virus mosaïque.
Le site ephytia de l'INRA apporte une aide au diagnostic, une publication synthétique en anglais décrit les principales affections et la conduite à tenir.
L'amélioration variétale met à notre disposition de plus en plus de variétés résistantes, en climat tropical, comme en climat tempéré. Dans ces climats les cultivars les plus citées sont Baluroi F1, Bonica F1, Cristal résistante à la mosaïque, Megal F1…

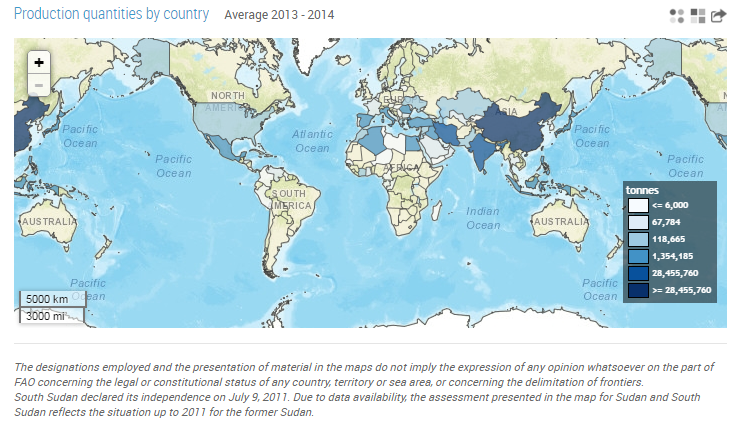
L'aubergine est un légume-fruit de climat chaud et majoritairement consommé et produit en Asie.

## Production
L'aubergine est encore peu consommée en Europe du Nord et en Amérique du Nord, voire très peu consommée dans les pays nordiques. Elle reste un légume asiatique (l'Asie produit 93 % des aubergines mondiales en 2013) et marginalement méditerranéen.
La Chine et l'Inde représentent 85 % de la production mondiale d'aubergine. La production chinoise a connu une croissance incroyable[réf. souhaitée] depuis le début du XXIe siècle, les Chinois et les Taïwanais ont industrialisé la production de plants greffés en serre hors sol. La Chine est premier producteur mondial depuis 35 ans, elle a vigoureusement augmenté sa productivité.
En Europe, les principaux producteurs sont l'Italie, l'Espagne et la Grèce. En France, la production est concentrée dans le Midi (vallées du Rhône et de la Garonne). Les rendements y sont en moyenne de 25 t/ha.
| Chine       | 27 698 600 | 58 %  | 28 433 500 | 58 %  |
| Inde        | 12 634 000 | 26 %  | 13 444 000 | 27 %  |
| Iran        | 1 300 000  | 3 %   | 1 345 185  | 3 %   |
| Égypte      | 1 193 854  | 3 %   | 1 194 115  | 2 %   |
| Turquie     | 799 285    | 2 %   | 826 941    | 2 %   |
| Indonésie   | 518 827    | 1 %   | 509 380    | 1 %   |
| Irak        | 422 336    | 1 %   | 510 918    | 1 %   |
| Japon       | 327 400    | 1 %   | 321 200    | 1 %   |
| Espagne     | 245 900    | 1 %   | 206 300    | 0 %   |
| Autres pays | 2 581 638  | 5 %   | 2 617 673  | 5 %   |
| Monde       | 47 721 840 | 100 % | 49 418 212 | 100 % |

En 2018 la production mondiale avait monté à 54 Mt, les trois premiers pays producteurs étant la Chine (34,1 Mt, l'Inde (12,8 Mt loin devant l'Égypte (1,4 Mt).

## Usages de l'aubergine

### Alimentation et nutrition
L'aubergine se consomme cuite ou crue. Au Japon les « aubergines d'eau » (水ナス) sont préparées en tsukemono ou au sel. On conserve la peau des variétés sans amertume, les cultivars modernes ont une peau de plus en plus fine et digeste.
La bioaccessibilité des composés phénoliques est améliorée par la cuisson. Les modes de cuisson influencent la teneur en composés phénoliques antioxydants : l'aubergine frite offre la plus grande quantité de composés phénoliques après digestion, tandis que la cuisson au four et les grillades donnent une plus grande quantité d'acides caféoylquiniques bio accessibles.
Le goût de l'aubergine cuite évoque celui des champignons. Georges Cuvier le compare à celui de l'oronge. Son goût et sa capacité à absorber l'huile font qu'elle est parfois surnommée cèpe du pauvre.
Elle est très peu calorique (24 calories pour 100 g, 2 % des AJR pour 100 g), ne contient pas de graisses, et est riche en fibres solubles dont 100 g assure 10 % de l'AJR. Elle apporte des minéraux, en particulier du potassium, du manganèse, du cuivre et du sélénium. Elle est riche en de nombreuses vitamines B (B1 ou thiamine, B5 ou acide pantothénique, B6 ou pyridoxine, B9 ou acide folique). Elle est donc un aliment intéressant en cas de régime amaigrissant, sous réserve de la cuisiner sans huile qu'elle a tendance à absorber (cuire à l'eau, à la vapeur, en papillote, sautée à la poêle, grillée, mainées, etc.). En 2019, une équipe brésilienne a conduit une expérimentation de quatre mois, double aveugle randomisée sur 420 femmes obèses soumises à un régime hypoénergétique avec ou sans addition de farine d'aubergine, la farine d'aubergine augmente significativement les effets anti oxydants et la réduction de la masse grasse.

## Toxicité et allergie

### Composés potentiellement toxiques
L'aubergine est une solanacée qui contient (comme la tomate ou la pomme de terre) des composés anti-nutritionnels : alcaloïdes stéroïdiques (glycoalcaloïdes) SGA, dont la solasodine, et des saponosides. Ces substances ont, selon leur dosage, des effets pharmaceutiques (hypocholestérolémique, hypotensives, anticancéreuse...) ou une toxicité plus ou moins grande. Elles étaient surtout présentes dans la peau du fruit des anciennes variétés. C'est pourquoi jadis on pelait les aubergines dont la peau était amère, ou on les dégorgeait au sel… les aubergines actuelles ont perdu beaucoup de leurs composants toxiques, en Asie les cultivars actuels locaux sont consommés crus avec leur peau. L'amélioration des qualités nutritionnelles de l'aubergine est un objectif prioritaire. En 2008, une publication espagnole sur les teneurs en composés phénoliques des aubergines a conclu qu'il existe des variations de compositions suffisantes entre cultivars pour poursuivre l'amélioration de l'aubergine et notamment à partir de cultivars locaux. En 2016 une publication italienne décrit la carte locus de caractères quantitatifs (LCQ ou QTL, parties de l'ADN) déterminant la biochimie et la morphologie de l'aubergine ouvrant ainsi la voie à l'élimination totale des composés anti-nutritionnels.
En 2013 une expérience égyptienne chez le rat arthritique a montré une amplification des douleurs en fonction directe des quantités de solanine de pomme de terre présente dans le sang. Cette publication affirme que de très faibles doses de solanine peuvent être toxiques. Dans la mesure où la solanine se concentre dans la peau et sous la peau des aubergines, consommer des aubergines pelées est une façon de limiter le risque pour les arthritiques.
En 2003, une étude approfondie réalisée par les pays nordiques - où il ne se consomme que 0,2 kg d'aubergine par an et par habitant - conclut que « dans l'état des connaissances, il est impossible de dire si la très faible exposition à ces substances lors de la consommation d'aubergine a une incidence sur notre santé »
Cultivée sur des sols ou avec des eaux pollués l'aubergine peut être contaminée,. La plante accumule spécialement le cadmium, le nickel et le plomb. Les taux de métaux lourds trouvés lors recherches (plomb, zinc, cadmium et nickel) réalisées en Bulgarie, en Iran (800 échantillons), en Irak (2010) étaient inférieurs aux normes OMS en vigueur. Au-delà d'un certain seuil le cuivre ou le chrome peuvent avoir un effet phytotoxique.

### Allergie
Des cas d’allergie à l'aubergine sont documentés dans des publications indiennes. En 2008, une étude sur 761 sujets montre 1,4 % de symptômes allergiques en réaction à un test cutané, avec prédominance féminine. Un cas a été analysé en Inde en 2008. En 2009 une évaluation sur 6 sujets a permis d'identifier 6 allergènes présents « dans toutes les parties comestibles avec prépondérance dans la peau ». La même année une recherche de cultivars allergènes (à forte teneur teneur en histamine, qui est à peu près la même crue ou cuite) montre une forte hétérogénéité entre cultivars, les vertes sphériques ayant le plus fort pourcentage. Les auteurs écrivent que « on peut en conclure que la quantité d'histamine présente dans l'aubergine ne produit pas une réponse SPT positive dans la majorité des sujets sans antécédents allergique aux aubergines, et qu'une réponse positive chez quelques sujets est susceptible d'être diagnostiquée à tort comme une allergie ». Un cas de syndrome d'allergie orale avec lésions érythémateuse associé aux particules de peau d'aubergine a été confirmé et décrit en 2020.

### Cuisine et gastronomie

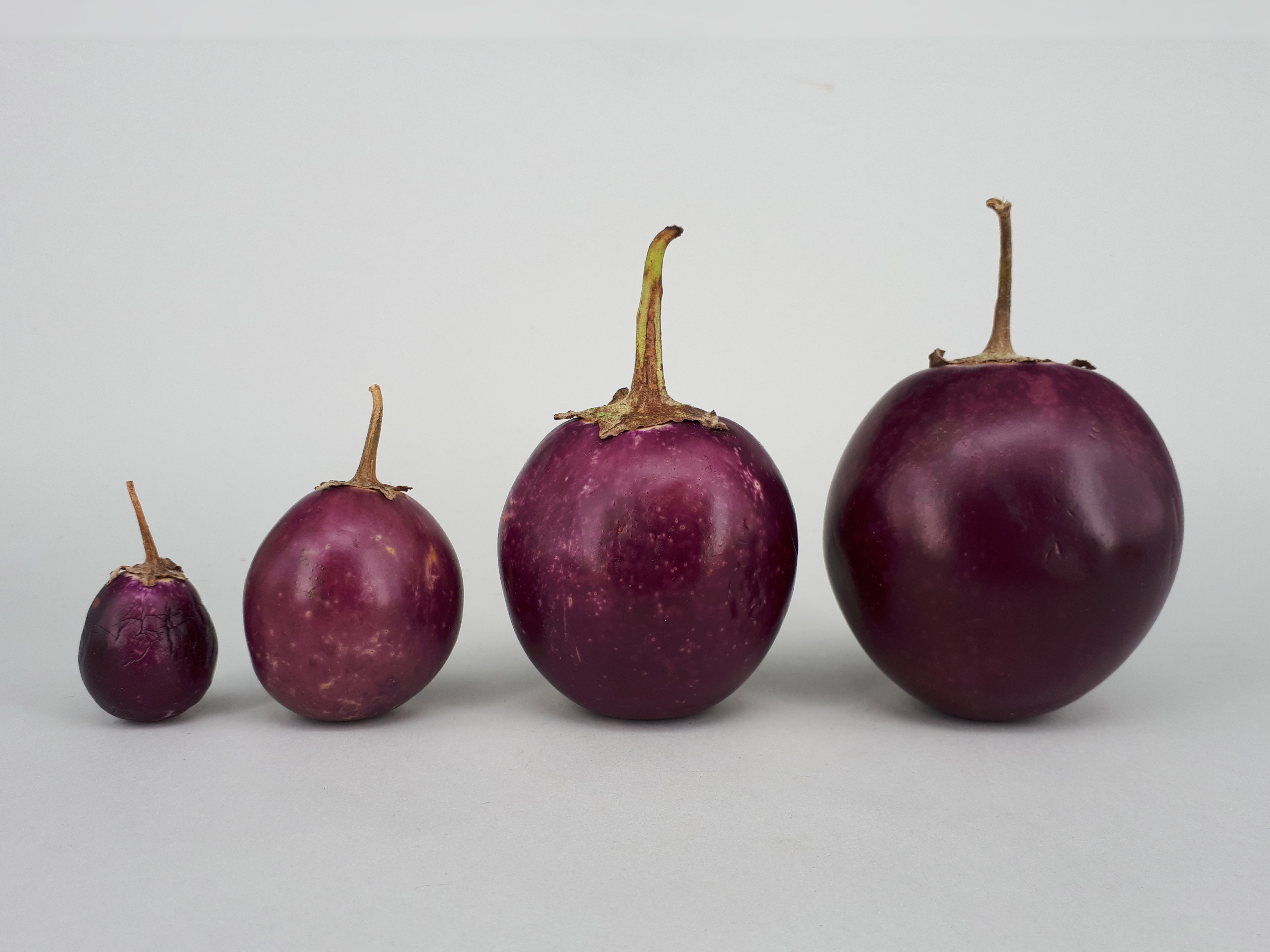
petites aubergines précoces indiennes Ratna cultivée en Afrique.

#### En Asie de l'est et du sud
En Chine, on aime l'aubergine (tsié 茄) en beignet ou frite, souvent servie en ragout avec du porc, en aigre doux et toujours assaisonnée d'ail, oignon, graines de sésame, etc. Les sites de recettes chinois donnent une majorité de recettes en sauce. Au Japon, cuite au four gratinée ou simplement ouverte coupée en deux, elle est servie avec un vinaigre sucré ou vinaigre de miel, tout comme la tempura d'aubergine. Des recettes indiennes très variées proposent des aubergines farcies d'oignon, de fenouil, de coriandre, de poudre de mangue sèche. Al-Wusla Ila Al-habib, auteur arabe égyptien du XIIIe siècle donne une recette d'aubergine à la mode indienne : « frites à l'huile de sésame... qui ont une saveur merveilleuse »

#### En Iran et au proche orient
En Iran, on conserve les aubergines confites dans du vinaigre (recette qui se retrouve en Espagne avec la Berenjena de Almagro)

#### Dans la cuisine arabe médiévale et moderne
Mulûkhiyya, kibritiyya... l'aubergine se sert avec de la viande en hachis ou en boulettes dans la cuisine médiévale arabe. De nos jours un penchant marqué de cette cuisine est l'aubergine farcie à la viande, au riz, aux légumes. L'aubergine panée est également fréquente.

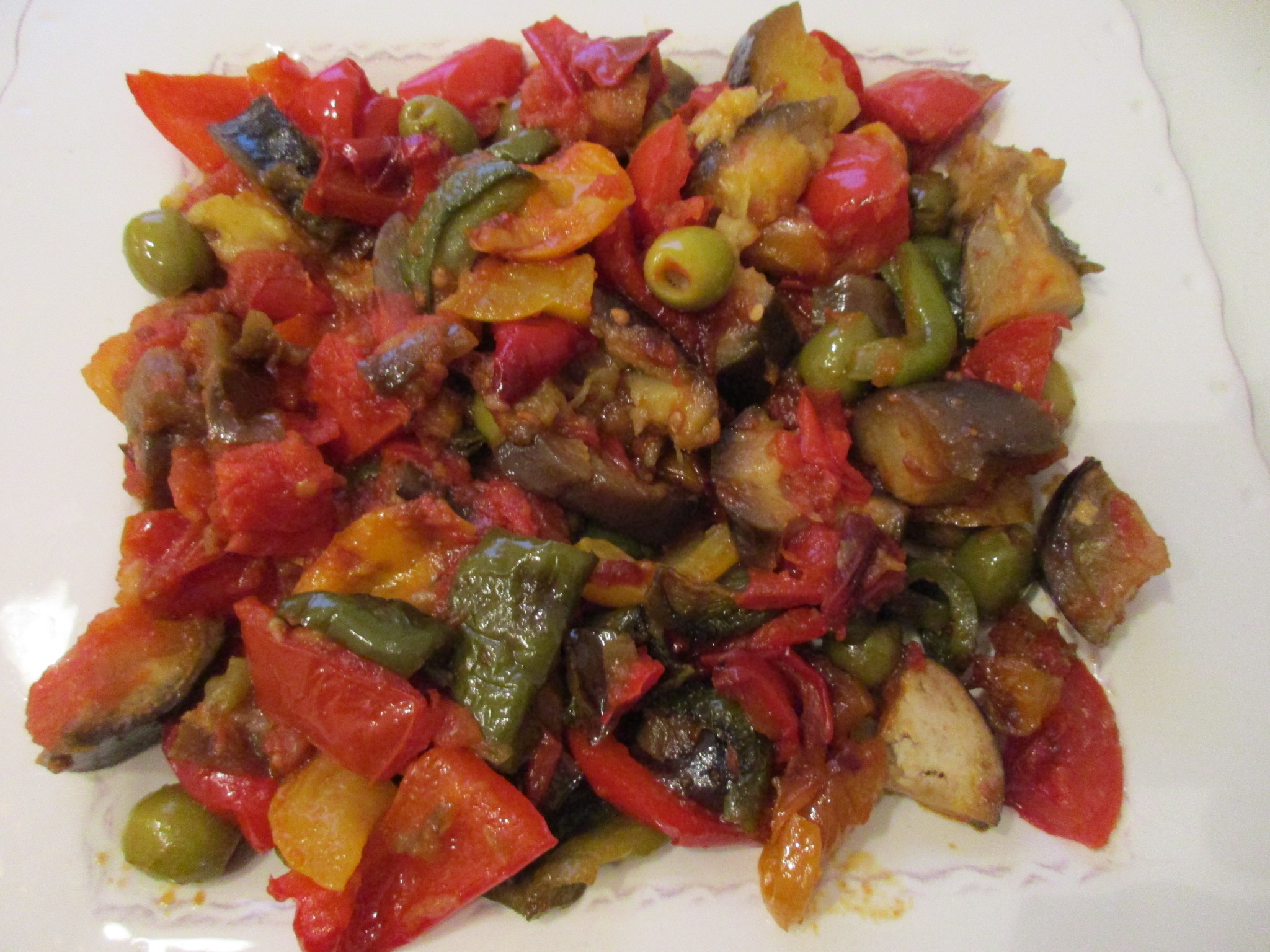
Ratatouille.

#### Autour de la Méditerranée
De nombreuses recettes du pourtour méditerranéen font appel à l'aubergine.

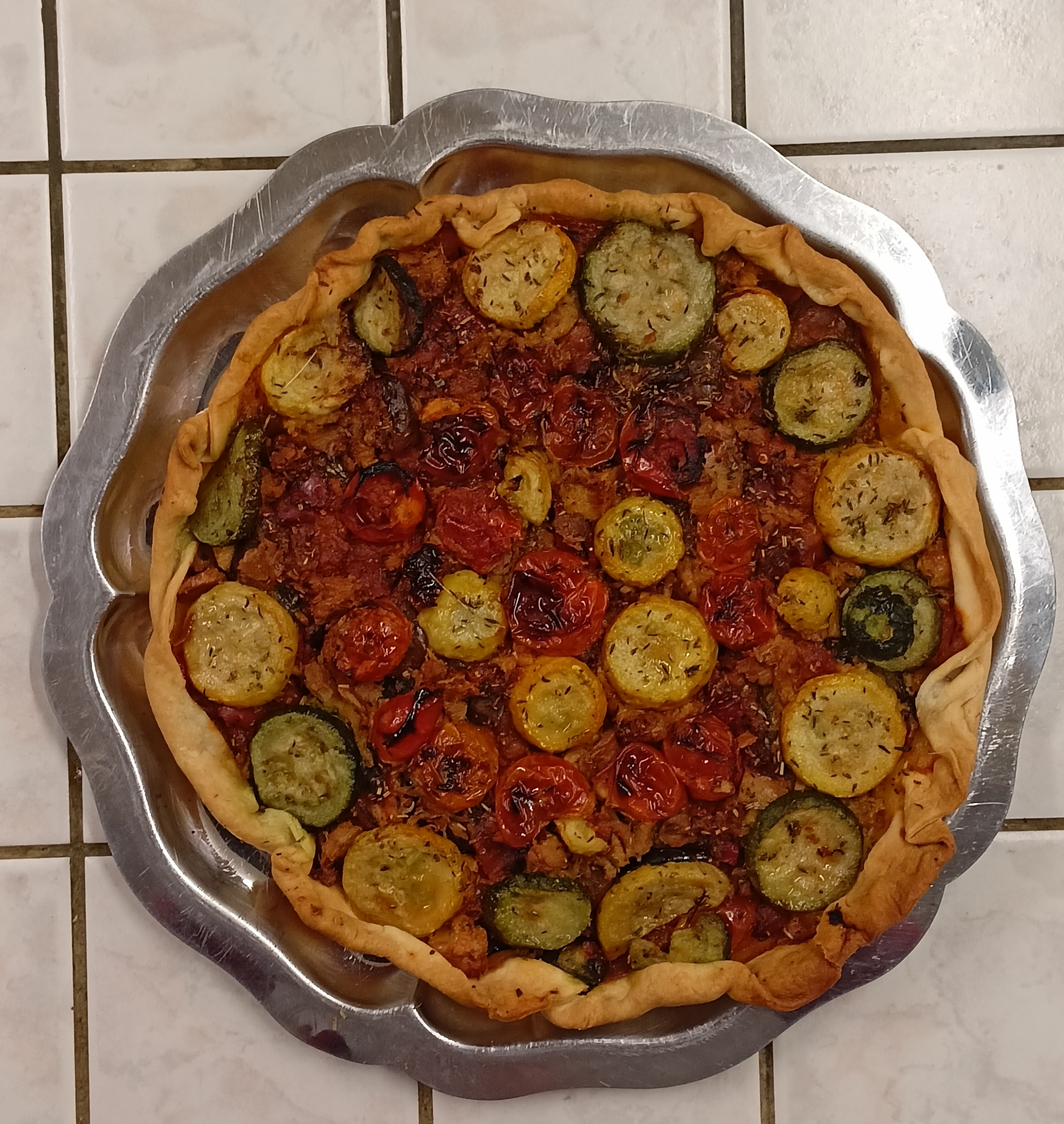
Tarte aux légumes avec aubergine.

- Caviar d'aubergine (cuisine provençale)
- Papeton d'aubergine (cuisine provençale)
- Moussaka (cuisine grecque et turque)
- Escalivada (cuisine catalane)
- Ratatouille
- Pakoras ou beignets de légumes
- Polpettone di melanzane
- Karnıyarık (« éventré » en français) (cuisine turque)
- Baba ganousch (cuisine jordanienne et libanaise, sous le nom de mutabal)
- Parmigiana di melanzane (cuisine italienne)
- Zaalouk (cuisine marocaine)
- Caponata di Melanzane (cuisine sicilienne)
- Voir aussi cette Liste de mets à base d'aubergine

## Usages médicaux
Les usages médicaux et pharmaceutiques des diverses aubergines sauvages et cultivées sont aussi anciens que les usages alimentaires, dans son inventaire des sources archéobotaniques et linguistiques d'Inde, de Chine et des Philippines, Rachel Meyer et al. note 77 types d'indications relatives à la santé.
Les propriétés antioxydantes de l'aubergine sont remarquables, crue ou cuite. Elles sont en démontrées in vitro (2019). Une étude algérienne a montré en 2014 que « (…) les extraits des cortex étudiés présentent une propriété antioxydante très élevée et révèlent leurs richesses en contenu polyphénolique par apport au fruit entier et la pulpe », en particulier la variété violette pourpre. Les anthocyanes de la peau ne sont pas seules concernés, les composés phénoliques totaux, les flavonoïdes, l'acide ascorbique permettent de qualifier son activité antioxydante de puissante. Les études réalisées sur un grand nombre de cultivars montrent une variabilité significative, les pourpres ressortent toujours en tête les aubergines tropicales (S. gilo, S. kumba et S. aethiopicum) limitent la neurodégénérescence hyperglycémique chez le rat (2019).
Ce sont ces propriétés qui suscitent les recherches actuelles, dont les résultats corroborent des observations traditionnelles : les extraits d'aubergine ont un effet hypotenseur et diurétique. Une expérience japonaise (2019) conduite pendant 12 semaines sur 100 sujets humains hypertendus et en état de stress psychologique double aveugle contre placebo, montre que le groupe qui reçoit quotidiennement une gélule de 1,2 g de poudre d'aubergine connait une baisse sensible de sa pression artérielle de la 8e semaine (P.A. diastolique) à la 12e semaine (P.A. systolique) ainsi qu'une amélioration de l'état psychologique. Les auteurs attribuent cette action à l’acétylcholine présente dans l'aubergine (1,2 g de poudre équivaut à 2,3 mg d’acétylcholine par jour).
L'American Diabetes Association recommande une diète basée sur l'aubergine dans le cadre du contrôle du diabète type 2, les résultats d'une étude publiée en 2011 montrent que l'aubergine crue ou grillée contient des composés puissamment cardioprotecteurs.
Une étude égyptienne publiée (2013) montre que les extraits de peau d'aubergine (Methanol Extract of the Peels : MEP) ont une activité anticancéreuse, la cytotoxicité des glycoalcaloïdes de la peau d'aubergine contre des lignées cellulaires de cancer du foie humain est démontrée in vitro en 2019, une étude brésilienne (2018) confirme un effet hypercholestérolémique.
La solasodine extraite de l'aubergine est, sous le nom de Coramsine (SBP002), le principe actif d'une crème topique utilisée largement en Australie contre les cancers cutanés, dont le carcinome basocellulaire, malgré la non approbation des offices de santé.
Le traitement des inflammations cutanées est un des usages de la pulpe d'aubergine en ethno-médecine. Une confirmation expérimentale a été obtenue chez la souris albinos : un gel à base de 10 % d'alcoolat d'aubergine a un pouvoir cicatrisant aussi puissant qu'une formulation pharmaceutique régénérante réputée,.
L'aubergine a une teneur en nicotine double de celle de la purée de tomate, proche de celle du poivre vert, largement inférieure au seuil de toxicité, environ 100 ng/g, dont l'effet serait hypotenseur.
Au Japon le dentifrice traditionnel est fabriqué à base de cendres d'aubergine et de sel marin.

## Futur de l’aubergine
L’aubergine est un des dix légumes les plus consommés par la majorité des humains. Elle bénéficie d’améliorations constantes.

### Nouveaux cultivars
Une étude bangladaise a montré (2019) que la priorité de la recherche en vue d'améliorer la productivité et la qualité des aubergines doit porter prioritairement sur l'amélioration de cultivars plutôt que sur les conditions de culture. L’apport de la génétique, énorme depuis une décennie, permet d’avancer sur deux problématiques prioritaires :
- la résistance de la plante aux maladies et parasites, axe prioritaire dans la mesure où le principal de la production se fait, encore pour longtemps, en climats tropical ou subtropical[127].
- la connaissance et un juste dosage des facteurs anti-nutritionels (principalement lectines et saponines) « le côté amer des solanacées »[128] :

### Nouveaux marchés
L’obtention de cultivars peu sensibles à la lumière et moins gourmands en chaleur est chose acquise, il reste donc à l’aubergine à conquérir les pays septentrionaux.
Au Japon, premier pays développé consommateur d'aubergine, elle est consommée fraîche et juste cuisinée. Cette niche d’aubergine avec un goût délicat, vendues en frais demeurera. Mais son futur (sur le modèle de la tomate) sera son adaptation au mode de vie actuel sous forme transformée, facile à consommer et à conserver (produits dérivés, surgelés, secs, plats cuisinés, etc.) ce qui implique un important travail d’innovation.
Une équipe de chercheurs roumains (2020) suggère l'addition d'extrait de peau d'aubergine dans la fabrication de la bière dont l'activité anti-oxydante se trouve croitre linéairement en fonction de la quantité ajoutée, tout en gagnant une jolie couleur rouge.

## Dans la culture populaire
- Mr Magoo, personnage principal du dessin animé éponyme, tient une compagnie qui vend des aubergines.
- Dans le jeu vidéo Kid Icarus, un des ennemis les plus puissants est le Sorcier Aubergine, une aubergine humanoïde qui peut transformer Pit en aubergine à pattes. Le Sorcier Aubergine revient dans la série d'animation américaine Captain N (Captain N: The Game Master) comme un des méchants principaux.
- Dans le jeu vidéo Princess Tomato in the Salad Kingdom, parmi les nombreux fruits et légumes anthropomorphes qui constituent les personnages, il y a deux aubergines, Mademoiselle Aubergine l'employée de bar et le Soldat Aubergine, second du Ministre Citrouille.
- Les aubergines sont des ennemis dangereux dans la série des jeux vidéo Adventure Island : elles ne peuvent être détruites et poursuivent le héros continuellement si ce dernier en libère une.
- Dans le jeu Ice Climber, l'aubergine est le premier légume que l'on ramasse dans le jeu : elle est par la suite devenue emblématique de la série.
- Dans le conte Le Génie de l'aubergine, dans le recueil du même nom de Pierre Cormon, un fonctionnaire est contraint de jouer aux échecs toutes les nuits avec un personnage se présentant comme le génie de l'aubergine, jusqu'à ce qu'il soit tellement fatigué qu'il se fait renvoyer de son travail.
- Le Potager d'Alix de Saint Venant cite Guillaume Rouillé qui écrit dans l'Histoire générale des plantes (1615) « Aucuns en mangent pour se rendre plus vaillants champions avec les femmes : peut estre ont-elles cette propriété parce qu'étant de difficile digestion elles engendrent des ventosités... »[131]
- Le nom de l'aubergine fut attribué au 26e jour du mois de vendémiaire du calendrier républicain français[132], généralement chaque 17 octobre du calendrier grégorien.
- Dans les années 1970 à Paris, l'uniforme des auxiliaires de police chargées des parcmètres, sont dénommées « les aubergines » du fait de la couleur lie de vin de leur uniforme[133].
- L'émoticon aubergine est utilisé aujourd'hui (2024) pour notifier une attirance sexuelle.
- Les membres de la communauté de l'actual play La Bonne Auberge se font appeler les Aubergines, et l'on retrouve également, en référence à ce surnom, des aubergines dans le générique[134] de la campagne principale.

## Galerie photos

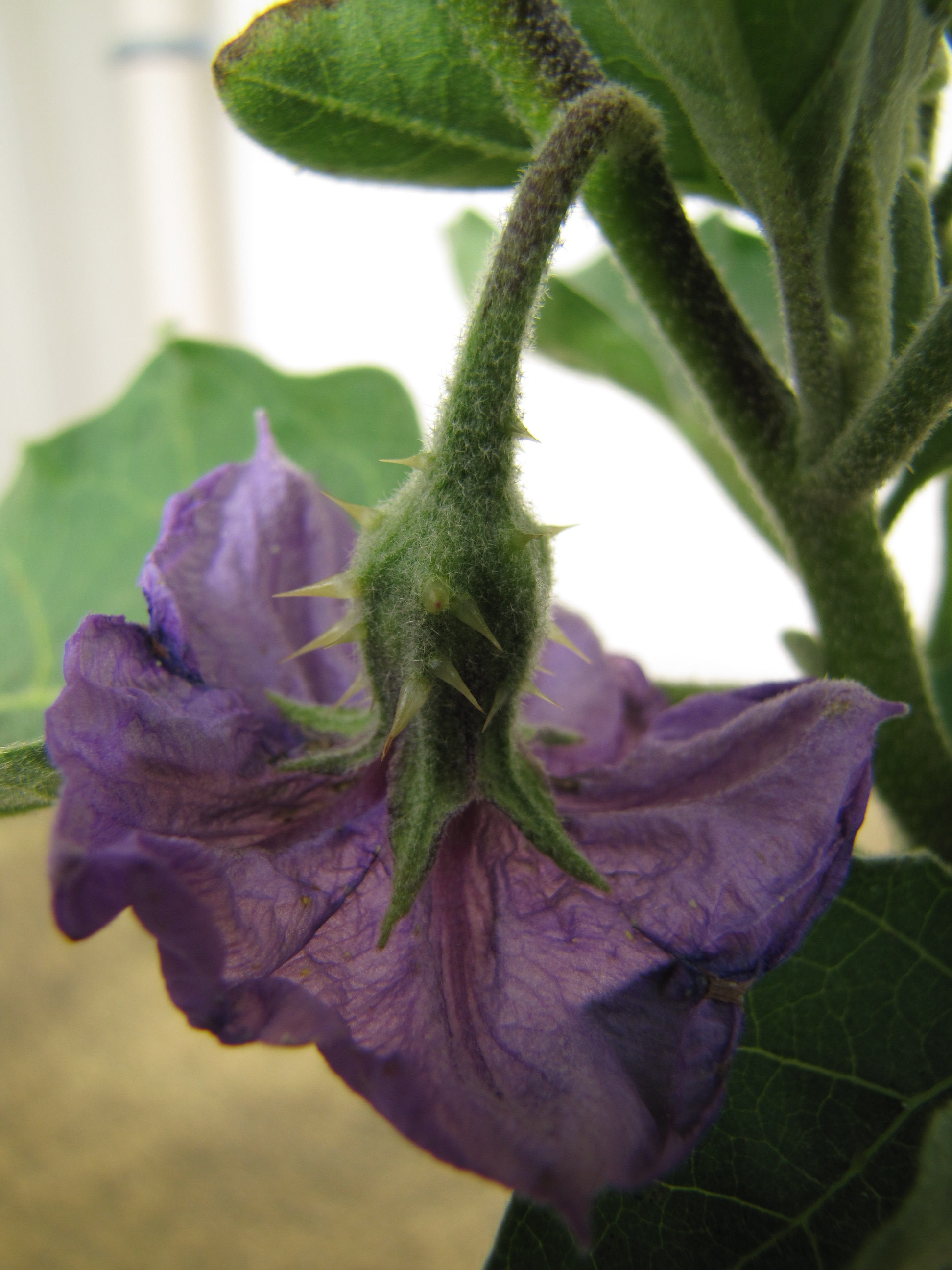
Épines sur fleur d'aubergine plante à œufs.
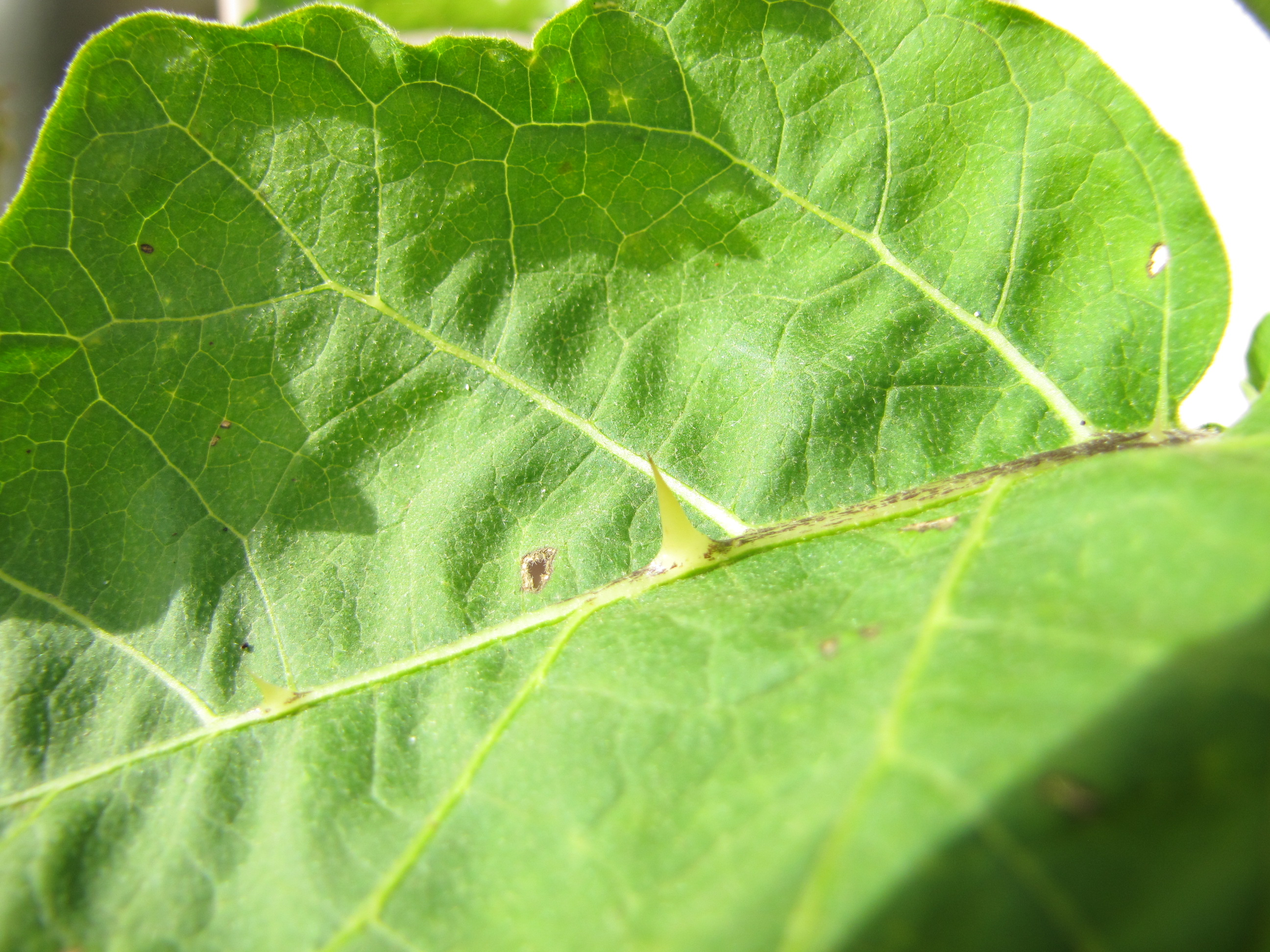
Épines sur feuille d'aubergine plante à œufs.
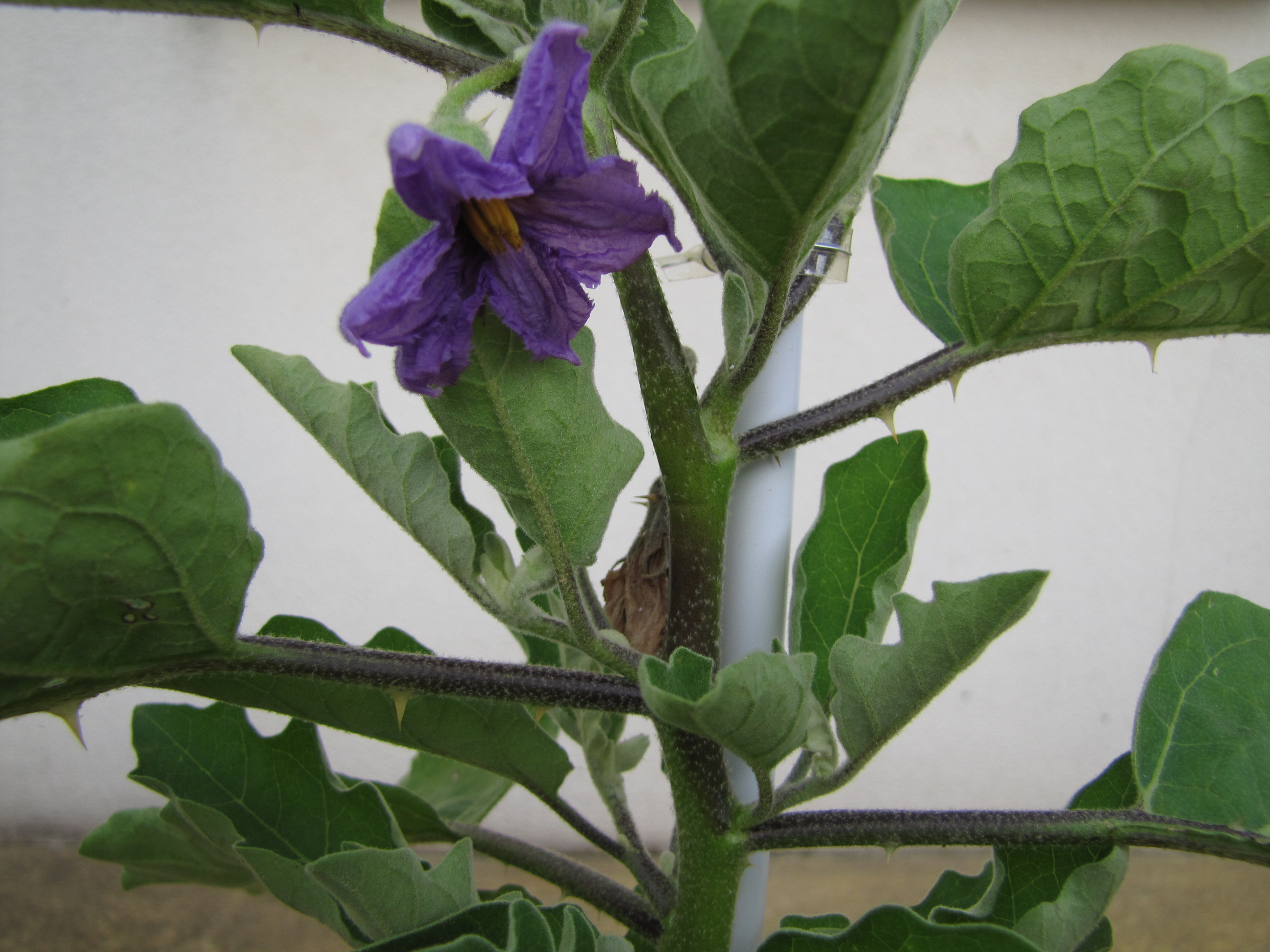
Épines sous branches d'aubergine plante à œufs.
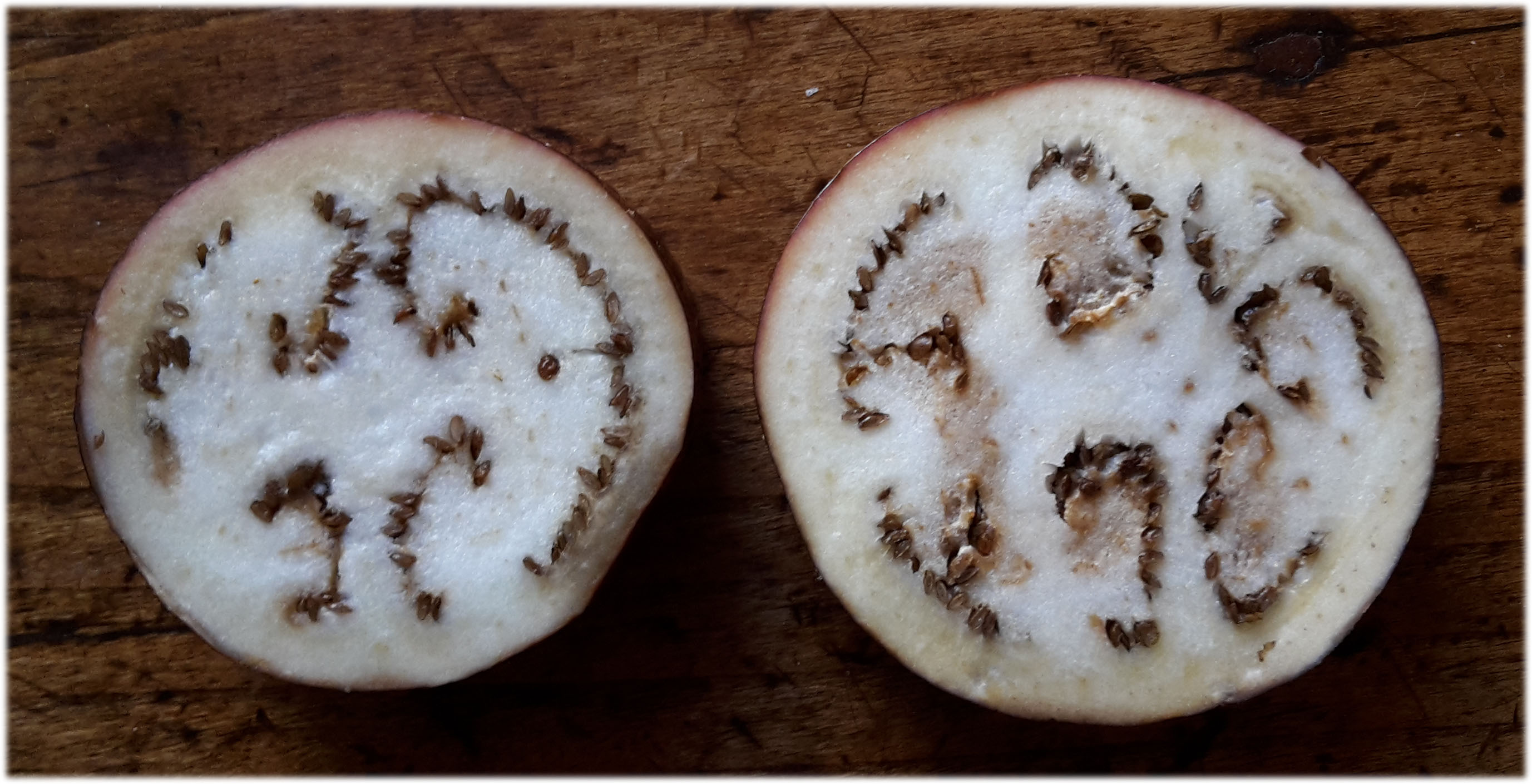
Coupe transversale d'un fruit d'aubergine montrant la disposition des graines.
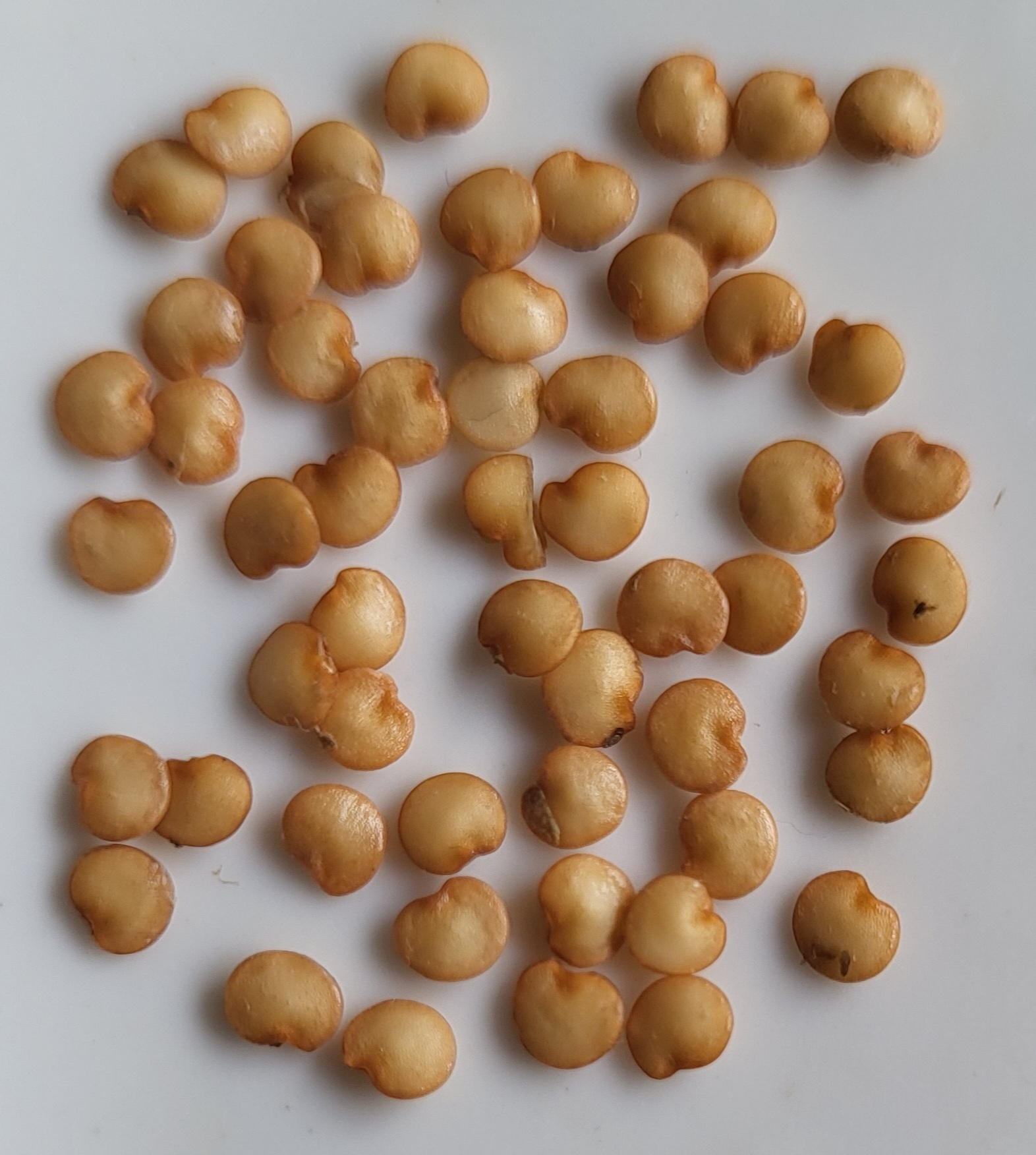
Graines d'aubergine fraichement récoltées

#### Bases de données et dictionnaires
- Ressources relatives au vivant :   - Atlas of Florida Plants
  - Australian Plant Name Index
  - Base de données des plantes d'Afrique
  - BioLib
  - Catalogue of Life in Taiwan
  - Dyntaxa
  - Ecocrop
  - EPPO Global Database
  - European Nature Information System
  - Flora Catalana
  - Flora of China
  - Flora of North America
  - Germplasm Resources Information Network
  - Global Biodiversity Information Facility
  - iNaturalist
  - Info Flora
  - Interim Register of Marine and Nonmarine Genera
  - International Plant Names Index
  - Jardin botanique du Missouri
  - Nálezová databáze ochrany přírody
  - NBN Atlas
  - New Zealand Organisms Register
  - The Plant List
  - PLANTS Database
  - Plants of the World Online
  - Système d'information taxonomique intégré
  - TAXREF (INPN)
  - Tela Botanica
  - Tropicos
- Ressource relative à la santé :   - Medical Subject Headings
- Notices dans des dictionnaires ou encyclopédies généralistes :   - Britannica
  - Den Store Danske Encyklopædi
  - Enciclopedia De Agostini
  - L'Encyclopédie canadienne
  - Gran Enciclopedia Aragonesa
  - Gran Enciclopèdia Catalana
  - Internetowa encyklopedia PWN
  - Proleksis enciklopedija
  - Store norske leksikon
- Notices d'autorité :   - BnF (données)
  - LCCN
  - GND
  - Israël
  - Tchéquie